# Diecezja bydgoska

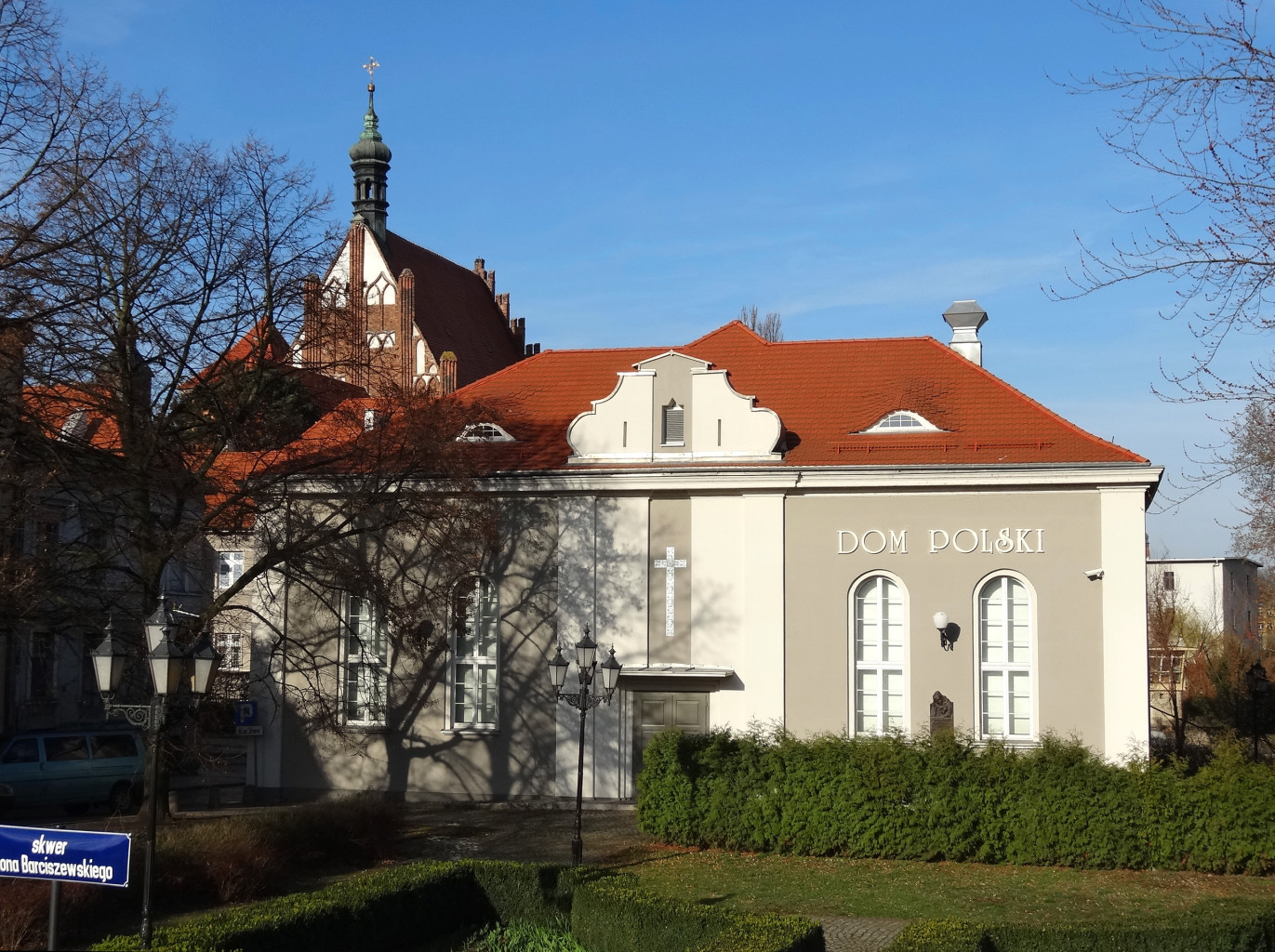
Dom Polski służący jako miejsce działalności organizacji i stowarzyszeń katolickich oraz kurii diecezji bydgoskiej

Diecezja bydgoska (łac. Dioecesis Bydgostiensis) – jedna z trzech diecezji obrządku łacińskiego w metropolii gnieźnieńskiej w Polsce.

## Historia
Powstanie diecezji bydgoskiej było ważnym wydarzeniem w dziejach kościoła katolickiego w Bydgoszczy. Nawiązuje ono w szczególności do dziejów parafii farnej, bydgoskiego dekanatu (1477–1764, od 1848) i oficjalatu foralnego (1530–1764).
Obszar obecnej diecezji bydgoskiej obejmuje większość terytoriów staropolskich powiatów: bydgoskiego (Kujawy Północne), kcyńskiego (Pałuki) i nakielskiego (Krajna). W średniowieczu Bydgoszcz i okolice należały do diecezji kruszwickiej, a od 1148 roku – włocławskiej, zwanej kujawsko-pomorską, natomiast powiaty: nakielski i kcyński do archidiecezji gnieźnieńskiej. Pierwszą świątynię w Bydgoszczy pw. św. Idziego wystawiono w XIII wieku, a w następnie w XIV wieku – kościół farny wraz z erygowaniem parafii bydgoskiej. Stare metryki posiadają także parafie: św. Idziego w Kcyni (XI w.), św. Wawrzyńca w Nakle (1109), Trójcy Świętej w Łobżenicy (1141), św. Marii Magdaleny w Wyszogrodzie-Fordonie (1198), św. Mikołaja w Łabiszynie (XII w.), św. Wawrzyńca w Dobrczu, św. Wojciecha w Sadkach, Najświętszej Maryi Panny w Wysokiej, św. Piotra i Pawła w Wierzchucinie, św. Wita w Słupach, św. Katarzyny w Rynarzewie, św. Jana Chrzciciela w Panigrodzu, Najświętszej Maryi Panny w Osielsku, św. Anny w Kosztowie, św. Mikołaja w Krostkowie, św. Anny w Jaktorowie, św. Jadwigi w Glesnie, św. Andrzeja w Czeszewie, św. Mikołaja w Dźwiersznie Wielkim (wszystkie z XIII w.), św. Marcina w Szubinie (XIV w.), św. Stanisława w Solcu Kujawskim i inne.
Do 1479 roku utworzono dekanat bydgoski, który początkowo należał do archidiakonatu włocławskiego, a następnie od 1577 roku – do archidiakonatu kruszwickiego. Natomiast miejscowości na Krajnie i Pałukach należały do dekanatów: Sępólno i Żnin w obrębie archidiakonatu gnieźnieńskiego oraz: Łobżenica, Nakło i Więcbork w archidiakonacie kamieńskim. W 1530 powołano w Bydgoszczy oficjalat foralny obejmujący terytoria dwóch dekanatów: bydgoskiego i świeckiego. W 1765 roku parafia bydgoska została przeniesiona do archidiecezji gnieźnieńskiej w wyniku porozumienia biskupów: włocławskiego Antoniego Kazimierza Ostrowskiego i gnieźnieńskiego Władysława Łubieńskiego. Zlikwidowano wówczas dekanat bydgoski, tworząc jednocześnie dekanat fordoński, w obrębie macierzystej diecezji włocławskiej.
W okresie rozbiorów dokonano zmian administracji kościelnej. Południowa i zachodnia część powiatu bydgoskiego znalazła się w archidiecezji gnieźnieńskiej (Bydgoszcz, Dąbrówka Nowa, Łąsko Wielkie, Mąkowarsko, Samsieczno, Ślesin, Wąwelno, Wierzchucin, Solec), a część północna w chełmińskiej (Byszewo, Dobrcz, Fordon, Koronowo, Osielsko, Włóki, Wtelno, Wudzyn, Żołędowo). W 1853 roku odnowiono dekanat bydgoski, w 1952 roku podzielono go na dwa, od 1970 istniały 4 dekanaty, a od 1992 roku – 5. W okresie międzywojennym obszar obecnej diecezji bydgoskiej znajdował się w obrębie archidiecezji gnieźnieńskiej, a wschodnie fragmenty – diecezji chełmińskiej (zwanej także pelplińską, gdyż w 1821 roku przeniesiono jej stolicę z Chełmży do Pelplina, a w 1829 także seminarium duchowne). Ziemia złotowska leżała na terytorium III Rzeszy w diecezji berlińskiej. Mieszkała tam liczna mniejszość polska, a w Zakrzewie proboszczem był znany polski duchowny i prezes Związku Polaków w Niemczech ks. Bolesław Domański.
W 1972 papież Paweł VI utworzył stałą administrację kościelną dla tzw. Ziem Odzyskanych. Ziemia złotowska znalazła się w nowo utworzonej diecezji koszalińsko-kołobrzeskiej (w latach 1945–1972 leżała w obrębie administracji apostolskiej w Gorzowie Wielkopolskim, obejmującej Ziemię Lubuską, Pomorze Zachodnie i Środkowe). W 1982 roku ustanowiono Wikariusza Biskupiego dla miasta Bydgoszczy, którym został sufragan gnieźnieński bp Jan Wiktor Nowak. Rezydował on do 1996 roku przy parafii farnej i koordynował duszpasterstwo na poziomie ogólnomiejskim. Podczas reformy administracyjnej kościoła w Polsce w 1992 roku do archidiecezji gnieźnieńskiej włączono parafie fordońskie, dotychczas znajdujące się w diecezji chełmińskiej. W ten sposób całe terytorium miasta Bydgoszczy objęła jurysdykcja kurii gnieźnieńskiej. Natomiast tereny na północ od Bydgoszczy objęte były nadal jurysdykcją diecezji pelplińskiej (dawna diecezja chełmińska), a okolice Złotowa diecezji koszalińsko-kołobrzeskiej.
5 września 1993 roku arcybiskup gnieźnieński Henryk Muszyński erygował przy kościele farnym kapitułę bydgoską pw. Matki Bożej Pięknej Miłości, podnosząc równocześnie tę świątynię do godności kolegiaty. Podczas wizyty Jana Pawła II w Bydgoszczy 7 czerwca 1999 roku, papież nadał kolegiacie bydgoskiej rangę konkatedry archidiecezji gnieźnieńskiej. W 2002 roku przesłał natomiast specjalny list do bydgoszczan z okazji obchodów 500-lecia fary bydgoskiej.
24 lutego 2004 roku papież Jan Paweł II ogłosił bullę o utworzeniu diecezji bydgoskiej, która weszła w życie 25 marca 2004 w uroczystość Zwiastowania Pańskiego. Decyzja ta była dopełnieniem reformy administracyjnej Kościoła w Polsce z 25 marca 1992 zawartej w bulli Totus Tuus Poloniae populus (z łac. „Cały Twój lud w Polsce”). Diecezję bydgoską wydzielono z 12 dekanatów archidiecezji gnieźnieńskiej (Bydgoszcz I-V, Mrocza, Nakło, Szubin, Kcynia, Wyrzysk, Łobżenica, Wysoka; 316 księży, 510 tys. wiernych), 1 dekanatu diecezji koszalińsko-kołobrzeskiej (złotowski; 20 księży, 43 tys. wiernych) i fragmentów 3 dekanatów diecezji pelplińskiej (koronowski, wierzchuciniecki, sępoleński; 27 księży, 43 tys. wiernych). Patronką diecezji bydgoskiej papież ustanowił Matkę Bożą Pięknej Miłości, której obraz osobiście koronował 7 czerwca 1999 roku oraz biskupa Michała Kozala, którego beatyfikował 14 czerwca 1987 roku. 28 marca 2004 roku odbył się uroczysty ingres biskupa Jana Tyrawy, dotychczasowego biskupa pomocniczego archidiecezji wrocławskiej, do bydgoskiej katedry.
W chwili powstania diecezja podzielona była na 16 dekanatów utworzonych ze 145 parafii, z czego 135 były to parafie diecezjalne, a pozostałych 10 prowadziły zgromadzenia zakonne. W duszpasterstwie pracowało łącznie 363 księży i 179 sióstr zakonnych. Na terenie Bydgoszczy w 5 dekanatach istniało 47 parafii, tj. ponad 32% ogólnej ich liczby w diecezji. W celu skutecznego oddziaływania duszpasterskiego w latach: 2006 i 2008 roku dokonano reorganizacji podziału terytorialnego diecezji. Liczbę miejskich dekanatów w Bydgoszczy zwiększono z 5 do 6, z parafii podbydgoskich utworzono dekanat Białe Błota, dekanat Złotów podzielono na dwa (Złotów I i II), a z dekanatu Szubin wyodrębniono dekanat Łabiszyn. W wyniku intensywnej suburbanizacji okolic podmiejskich Bydgoszczy wynikła potrzeba powołania nowych parafii. W 2004 roku biskup ordynariusz bydgoski erygował nową parafię Najświętszej Maryi Panny Wspomożycielki Wiernych w Niemczu, w 2007 roku parafię bł. Rafała Kalinowskiego w Murowańcu, w 2008 parafię Nawrócenia św. Pawła w Solcu Kujawskim, w 2009 parafię Wniebowzięcia Najświętszej Maryi Panny w Przyłękach, w 2011 roku parafię św. Jana Pawła II w Bydgoszczy-Fordonie, a w 2017 parafię św. Faustyny Kowalskiej w Bydgoszczy-Fordonie.

## Biskupi

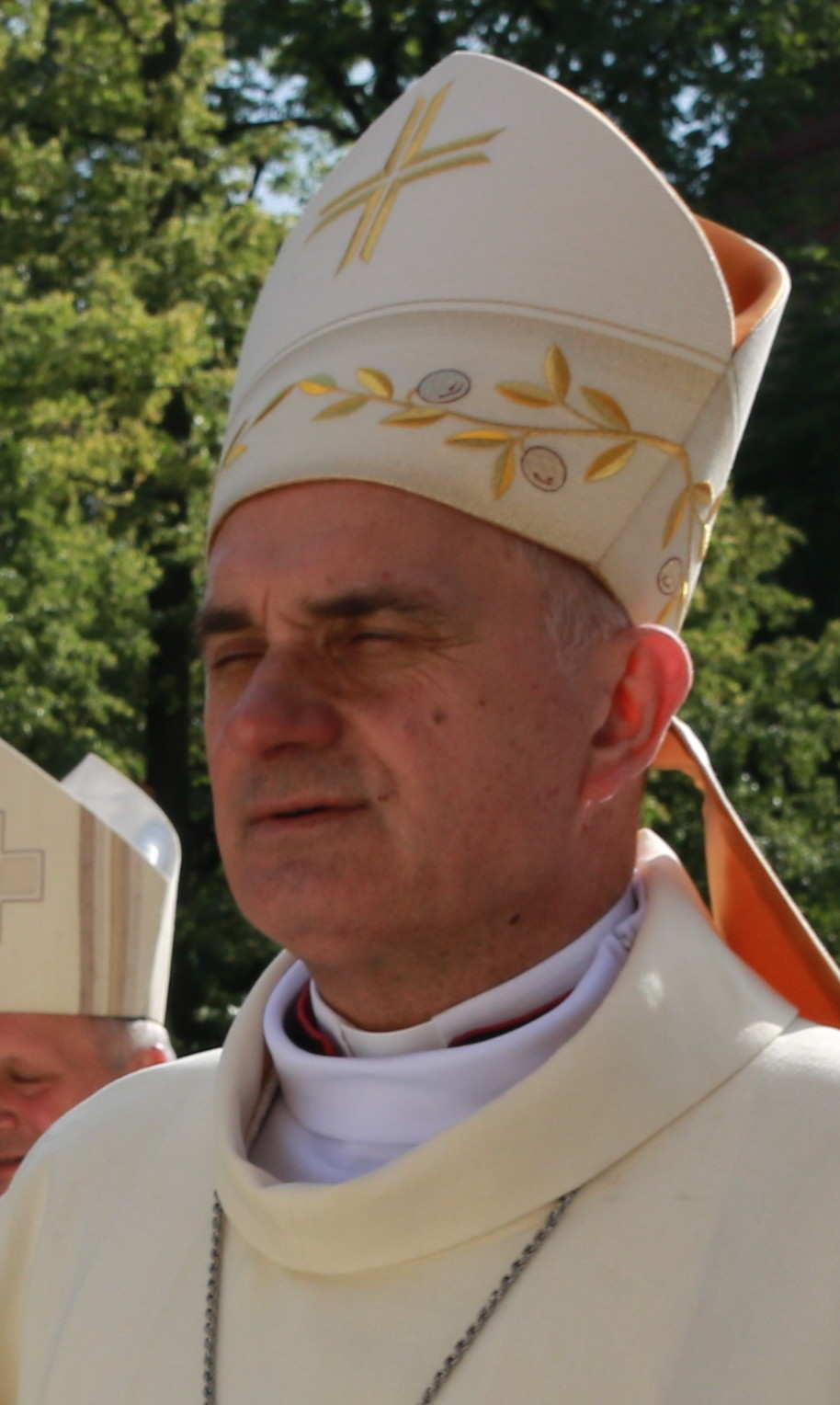
Krzysztof Włodarczyk – biskup diecezjalny

### Biskup diecezjalny
- bp Krzysztof Włodarczyk – od 2021

### Biskup senior
- bp Jan Tyrawa – biskup diecezjalny bydgoski w latach 2004–2021, senior od 2021

## Charakterystyka

### Terytorium
Diecezja bydgoska zajmuje 5200 km² powierzchni i jest położona na terenie dwóch województw: kujawsko-pomorskiego oraz wielkopolskiego.

### Instytucje

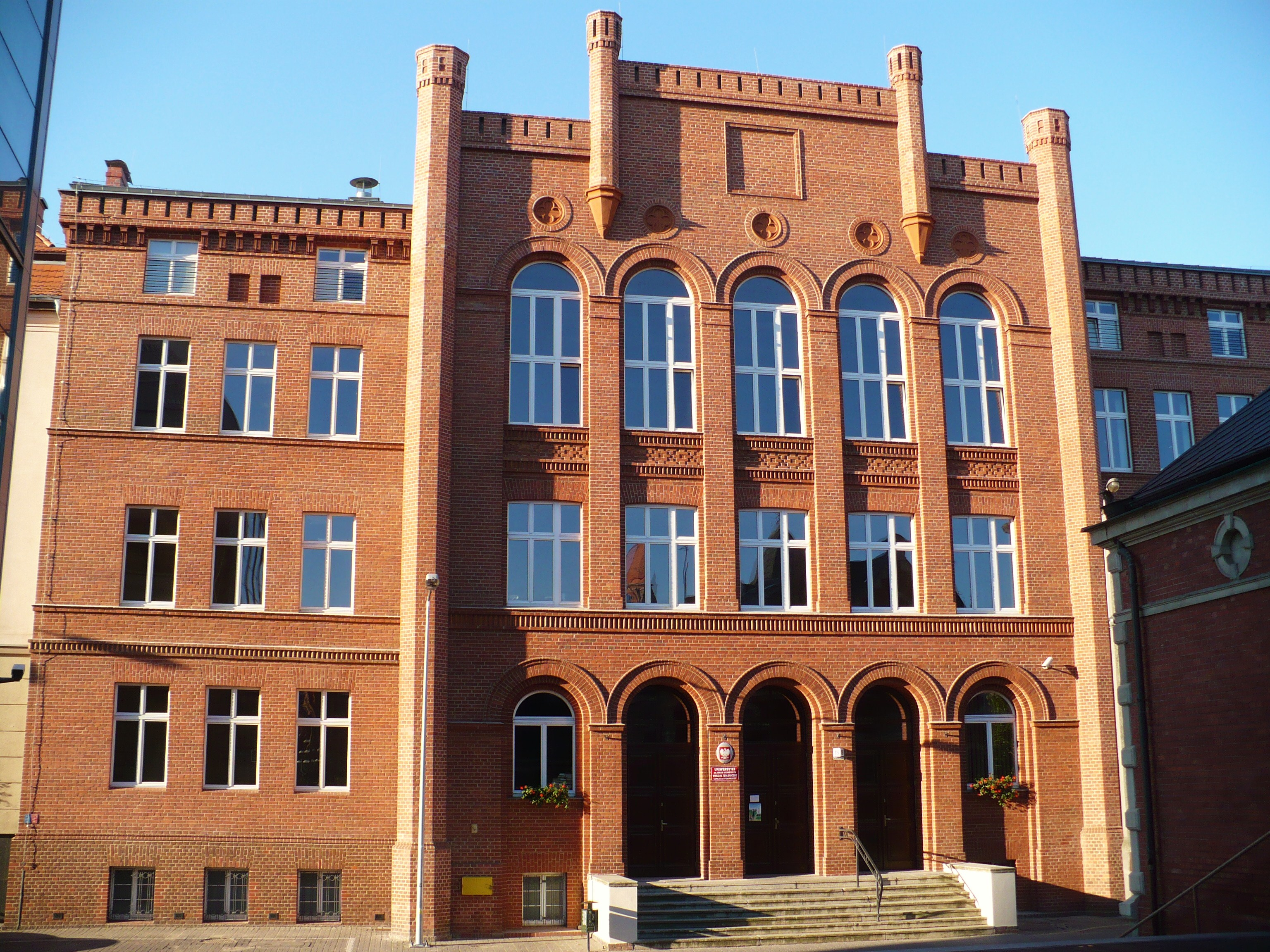
Wyższe Seminarium Duchowne Diecezji Bydgoskiej im. bł. bpa Michała Kozala

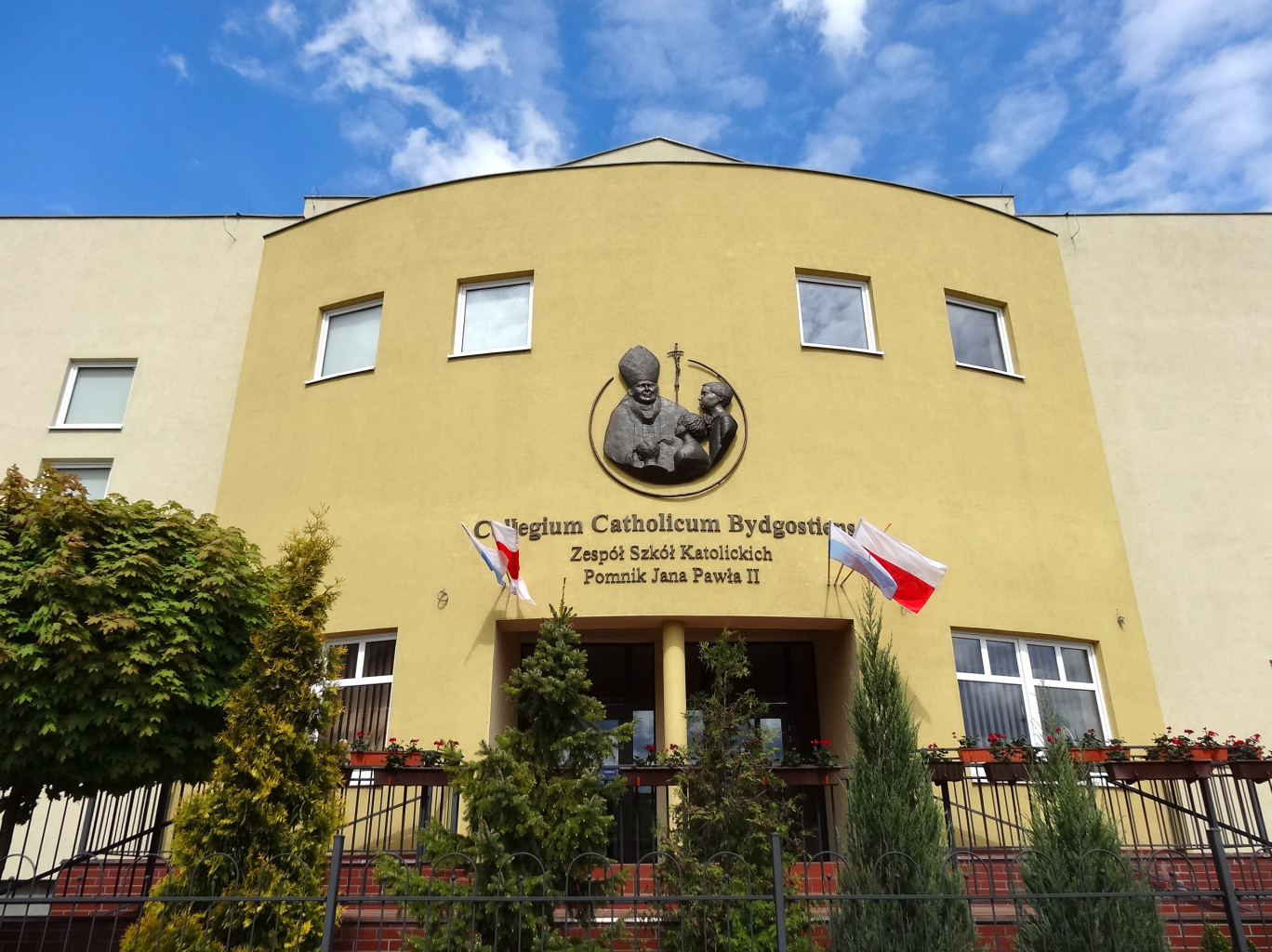
Collegium Catholicum Bydgostiense

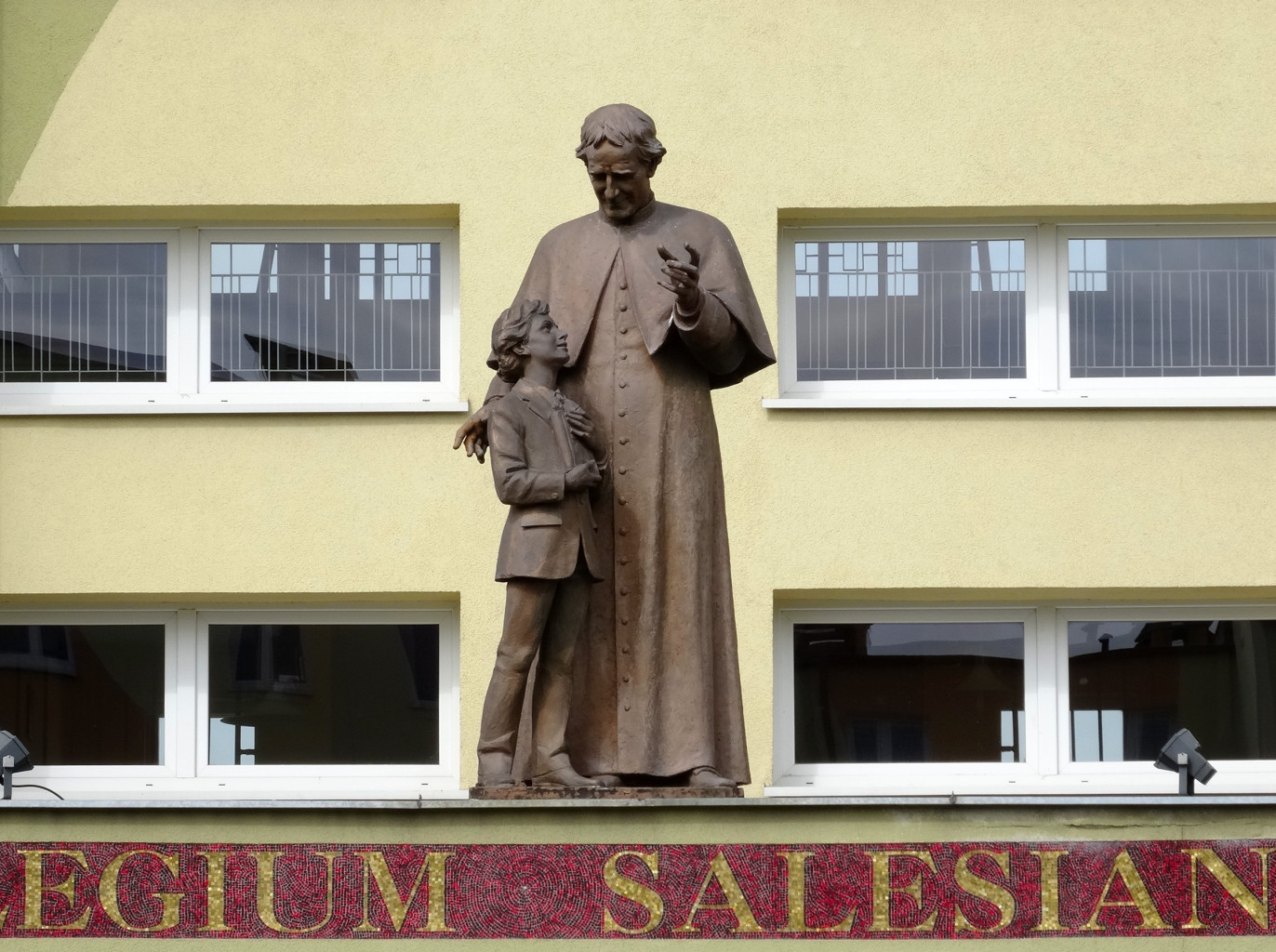
Collegium Salesianum w Bydgoszczy

- Kuria diecezjalna bydgoska – ul. Malczewskiego 1, Bydgoszcz
- Sąd biskupi Diecezji Bydgoskiej – ul. Farna 10, Bydgoszcz
- Wyższe Seminarium Duchowne Diecezji Bydgoskiej im. bł. bpa Michała Kozala – ul. Grodzka 18/22, Bydgoszcz
- Prymasowski Instytut Kultury Chrześcijańskiej im. kard. Stefana Wyszyńskiego, Bydgoska Sekcja Wydziału Teologicznego UAM w Poznaniu – ul. Grodzka 18, Bydgoszcz
- Dom Prowincjalny Zgromadzenia Ducha Świętego, Wyższe Misyjne Seminarium Duchowne im. bł. Jakuba Lavala – ul. Jana Pawła II 117, Bydgoszcz
- Diecezjalny Dom Rekolekcyjny – ul. Piaski 65, Bydgoszcz
- Caritas Diecezji Bydgoskiej – ul. Cienista 2, Bydgoszcz
  - Ośrodek Adopcyjny im. św. Jana Pawła II
  - Centrum Pomocy „Betlejem” – ul. Drukarska 2, Bydgoszcz
  - Warsztat Terapii Zajęciowej „Tęcza” Caritas Diecezji Bydgoskiej
  - Centrum Handlowo-Usługowe Caritas, sklepy „Adalbertus” – ul. Cienista 2, ul. Malczewskiego 1, Bydgoszcz
  - Pierogarnia „Pod Aniołami” – ul. Pomorska 50, Bydgoszcz
  - Ośrodek Rekreacji Konnej i Hipoterapii – ul. Konna 10, Leśny Park Kultury i Wypoczynku, Bydgoszcz
- Archiwum
- Dom Księży Emerytów – ul. Tragerów 1, Bydgoszcz
- Studium Organistowskie
- Dom Polski w Bydgoszczy – ul. Grodzka 1, Bydgoszcz
- Studia Bydgoskie – rocznik o charakterze naukowym, związany z działalnością Prymasowskiego Instytutu Kultury Chrześcijańskiej oraz Wyższego Seminarium Duchownego w Bydgoszczy (www)

### Szkoły
- Collegium Catholicum Bydgostiense Zespół Szkół Katolickich Pomnik Jana Pawła II w Bydgoszczy – ul. Nowodworska 17, Bydgoszcz (www)
  - Katolicka Szkoła Podstawowa im. Świętego Wojciecha
  - I Katolickie Gimnazjum oraz I Katolickie Liceum Ogólnokształcące im. króla Jana III Sobieskiego
- Zespół Szkół Towarzystwa Salezjańskiego „Collegium Salesianum” – ul. Pod Reglami 1, Bydgoszcz (www)
  - Szkoła Podstawowa Towarzystwa Salezjańskiego im. bł. Laury Vicuña
  - Liceum Ogólnokształcące Towarzystwa Salezjańskiego im. św. Jana Bosko

### Hospicja
- Hospicjum im. bł. ks. Jerzego Popiełuszki – ul. ks. R. Biniaka 3, Bydgoszcz
- Hospicjum Sióstr św. Elżbiety – ul. Panny Marii 7, Złotów
- Stacja Opieki Długoterminowej i Opieki Paliatywnej „Caritas” – ul. Kościelna 8, Sępólno Krajeńskie

### Mapa diecezji

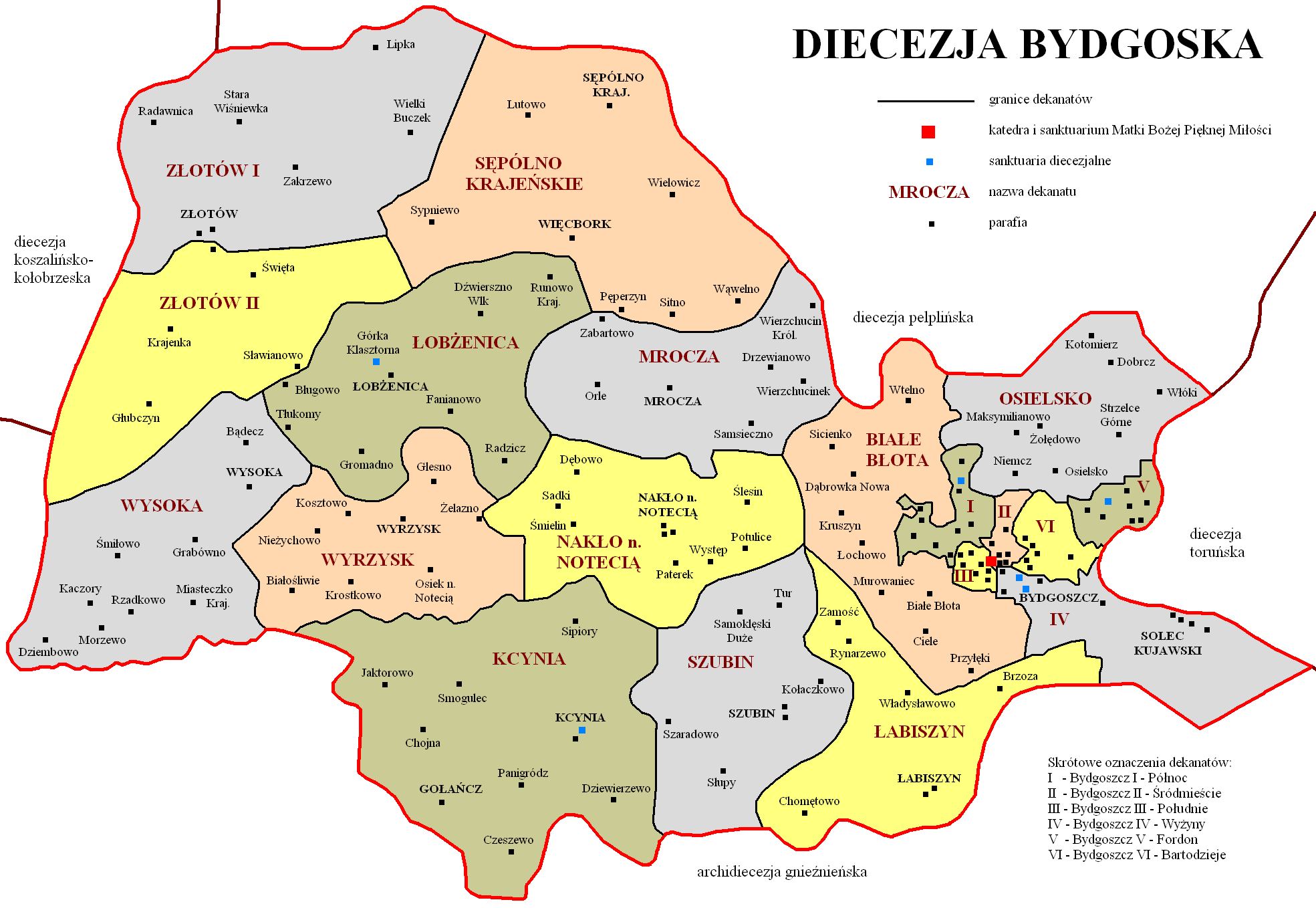
Podział administracyjny diecezji bydgoskiej

## Podział administracyjny

### Miasta diecezji
| Miasto             | Liczba ludności | Liczba parafii | Dekanat                         | Województwo        | Powiat      |
| ------------------ | --------------- | -------------- | ------------------------------- | ------------------ | ----------- |
| Bydgoszcz          | 352 313         | 43             | Bydgoszcz I, II, III, IV, V, VI | kujawsko-pomorskie | Bydgoszcz   |
| Nakło nad Notecią  | 18 858          | 3              | Nakło                           | kujawsko-pomorskie | nakielski   |
| Złotów             | 18 477          | 3              | Złotów I, II                    | wielkopolskie      | złotowski   |
| Solec Kujawski     | 15 627          | 4              | Solec Kujawski                  | kujawsko-pomorskie | bydgoski    |
| Szubin             | 9613            | 2              | Szubin                          | kujawsko-pomorskie | nakielski   |
| Sępólno Krajeńskie | 9275            | 1              | Sępólno Krajeńskie              | kujawsko-pomorskie | sępoleński  |
| Więcbork           | 5967            | 1              | Sępólno Krajeńskie              | kujawsko-pomorskie | sępoleński  |
| Wyrzysk            | 5174            | 1              | Wyrzysk                         | wielkopolskie      | pilski      |
| Kcynia             | 4713            | 2              | Kcynia                          | kujawsko-pomorskie | nakielski   |
| Łabiszyn           | 4528            | 2              | Łabiszyn                        | kujawsko-pomorskie | żniński     |
| Mrocza             | 4385            | 1              | Mrocza                          | kujawsko-pomorskie | nakielski   |
| Krajenka           | 3733            | 1              | Złotów II                       | wielkopolskie      | złotowski   |
| Gołańcz            | 3360            | 1              | Kcynia                          | wielkopolskie      | wągrowiecki |
| Łobżenica          | 2977            | 1              | Łobżenica                       | wielkopolskie      | pilski      |
| Kaczory            | 2904            | 1              | Wysoka                          | wielkopolskie      | pilski      |
| Wysoka             | 2703            | 1              | Wysoka                          | wielkopolskie      | pilski      |

### Dekanaty
Poniżej lista dekanatów wraz z miejscami kultu religijnego (stan z 2008 roku plus 3 później erygowane parafie):
| Dekanat                  | Kościoły   | Kościoły | Kościoły   | Kościoły   | Kaplice | Kaplice | Kaplice   |
| Dekanat                  | parafialne | filialne | pomocnicze | rektoralne | zakonne | mszalne | cmentarne |
| Białe Błota              | 9          | –        | –          | –          | 1       | 1       | 2         |
| Bydgoszcz I Północ       | 9          | –        | –          | –          | –       | 2       | –         |
| Bydgoszcz II Śródmieście | 6          | –        | –          | 1          | 1       | 8       | 1         |
| Bydgoszcz III Południe   | 7          | –        | –          | –          | 1       | 2       | 1         |
| Bydgoszcz IV Wyżyny      | 10         | –        | –          | 1          | 2       | –       | 1         |
| Bydgoszcz V Fordon       | 8          | –        | –          | –          | –       | 1       | –         |
| Bydgoszcz VI Bartodzieje | 6          | –        | –          | –          | –       | 1       | –         |
| Kcynia                   | 10         | 5        | –          | –          | 1       | 2       | 2         |
| Łabiszyn                 | 7          | 1        | 1          | –          | –       | –       | 2         |
| Łobżenica                | 9          | 3        | –          | –          | 1       | 4       | –         |
| Mrocza                   | 7          | 1        | –          | –          | –       | 4       | 1         |
| Nakło                    | 10         | 2        | –          | –          | 1       | 6       | 2         |
| Osielsko                 | 8          | 2        | –          | –          | –       | 3       | 1         |
| Sępólno Krajeńskie       | 8          | 5        | –          | –          | 2       | 4       | 1         |
| Szubin                   | 7          | –        | 2          | –          | 1       | 2       | 1         |
| Wyrzysk                  | 8          | –        | –          | –          | –       | 3       | 3         |
| Wysoka                   | 8          | 2        | 1          | –          | –       | 5       | 2         |
| Złotów I                 | 7          | 9        | 1          | –          | 1       | 3       | 1         |
| Złotów II                | 5          | 6        | 1          | –          | –       | 1       | –         |

## Główne świątynie

### Katedra
- Katedra św. Marcina i Mikołaja w Bydgoszczy (rocznica poświęcenia: 31 sierpnia)

### Sanktuaria
- Sanktuarium Matki Bożej Pięknej Miłości w Bydgoszczy – otacza się tu kultem gotycki obraz Matki Bożej z różą, zwany „Madonną Bydgoską”, a przez kard. Stefana Wyszyńskiego – Matką Bożą Pięknej Miłości; wizerunek Maryi uznawany jest za jeden z najpiękniejszych w Polsce (www)
- Sanktuarium Matki Bożej Góreckiej w Górce Klasztornej – związane z najstarszymi w Polsce objawieniami maryjnymi z 1079 roku, opiekunami od 1923 roku są Misjonarze Świętej Rodziny (www)
- Sanktuarium Krzyża Świętego w Kcyni – otacza się tu kultem Cudowny Krucyfiks w ołtarzu głównym kościoła pokarmelickiego (www)
- Sanktuarium Nowych Męczenników w Bydgoszczy – utworzone w 2000 roku, na kanwie woli Jana Pawła II, relikwii Pięciu Braci Męczenników, związków z męczeństwem ks. Jerzego Popiełuszki (modlił się tu po raz ostatni przed zamordowaniem go przez oficerów SB); złożone są tu pamiątki martyrologii Polaków oraz przedmioty z wizyty Jana Pawła II w Bydgoszczy (www)
- Sanktuarium Matki Bożej Trzykroć Przedziwnej w Bydgoszczy – sanktuarium szensztackie – utworzone w 2001 roku jako jedno z kilku sanktuariów Ruchu Szensztackiego na terenie Polski oraz kilkuset istniejących na świecie (www)
- Sanktuarium Królowej Męczenników, Kalwaria bydgoska – Golgota XX wieku w Bydgoszczy – sanktuarium utworzone w 2008 roku, złożone z bazyliki pw. Matki Bożej Królowej Męczenników oraz drogi krzyżowej w Dolinie Śmierci; co roku odbywają się tu misteria Męki Pańskiej z udziałem kilkuset aktorów i kilkunastu tys. widzów (www)
- Sanktuarium Matki Bożej Fatimskiej w Bydgoszczy – ustanowione w 2017 roku (www)
- Sanktuarium Świętej Rity w Bydgoszczy – ustanowione w 2022 roku (www)
- Sanktuarium Świętego Huberta Biskupa w kaplicy przy kościele Podwyższenia Krzyża Świętego w Żołędowie - ustanowione w 2019 roku[9]

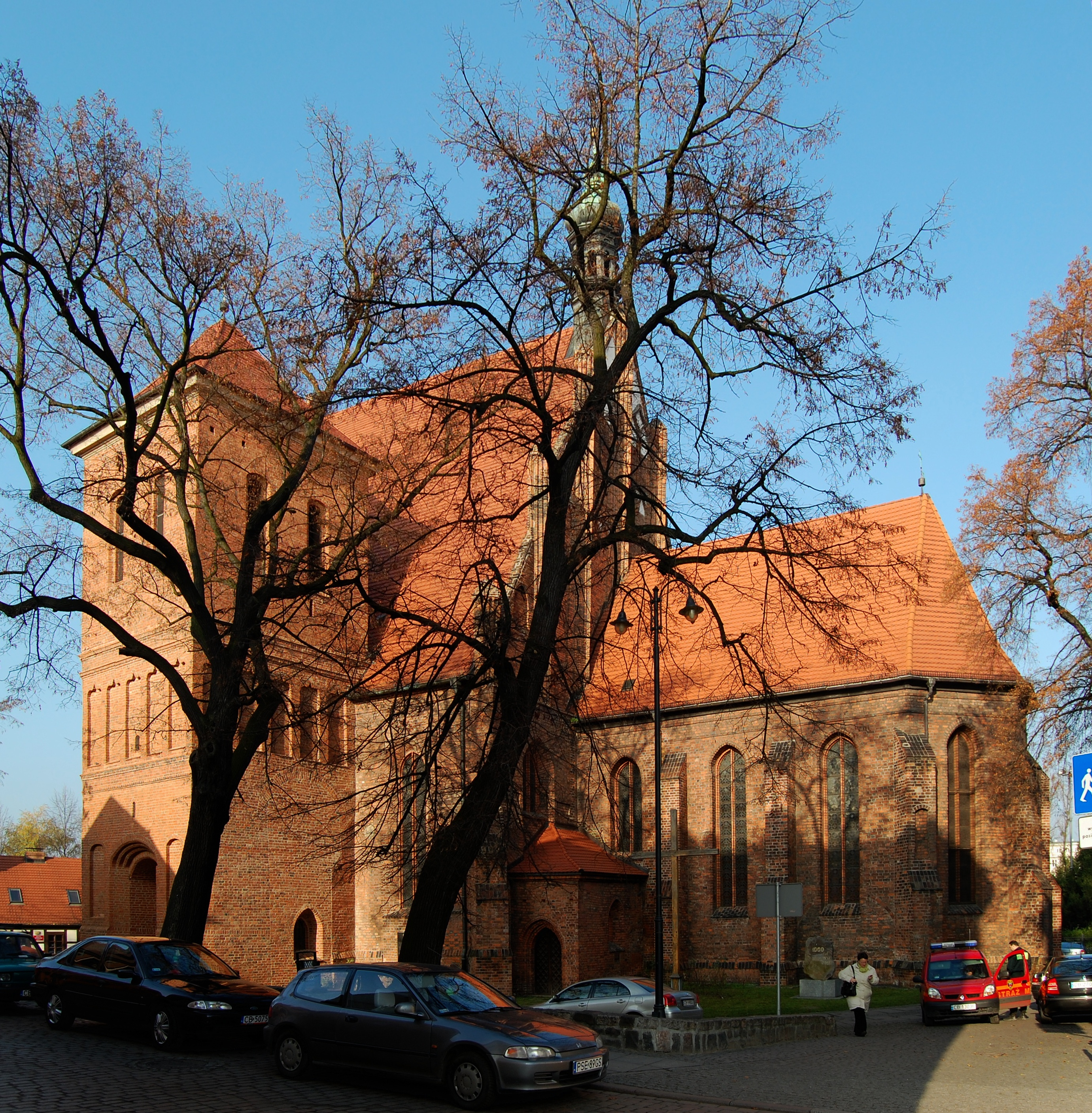
Katedra i sanktuarium MB w Bydgoszczy
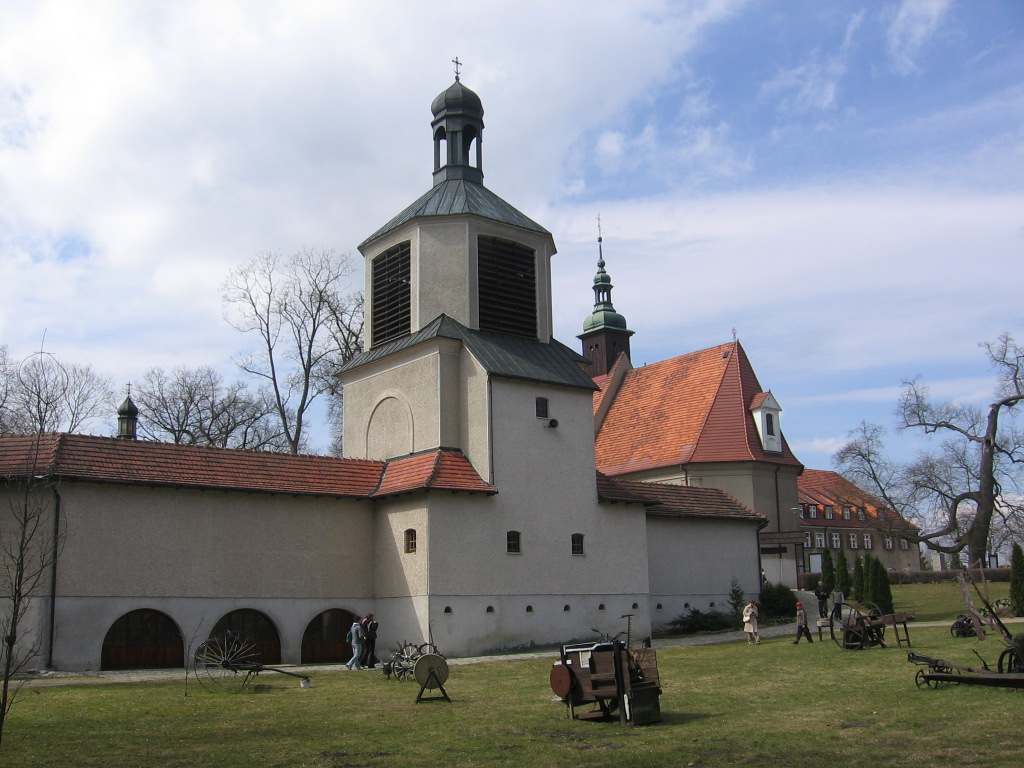
Sanktuarium MB i bazylika w Górce Klasztornej
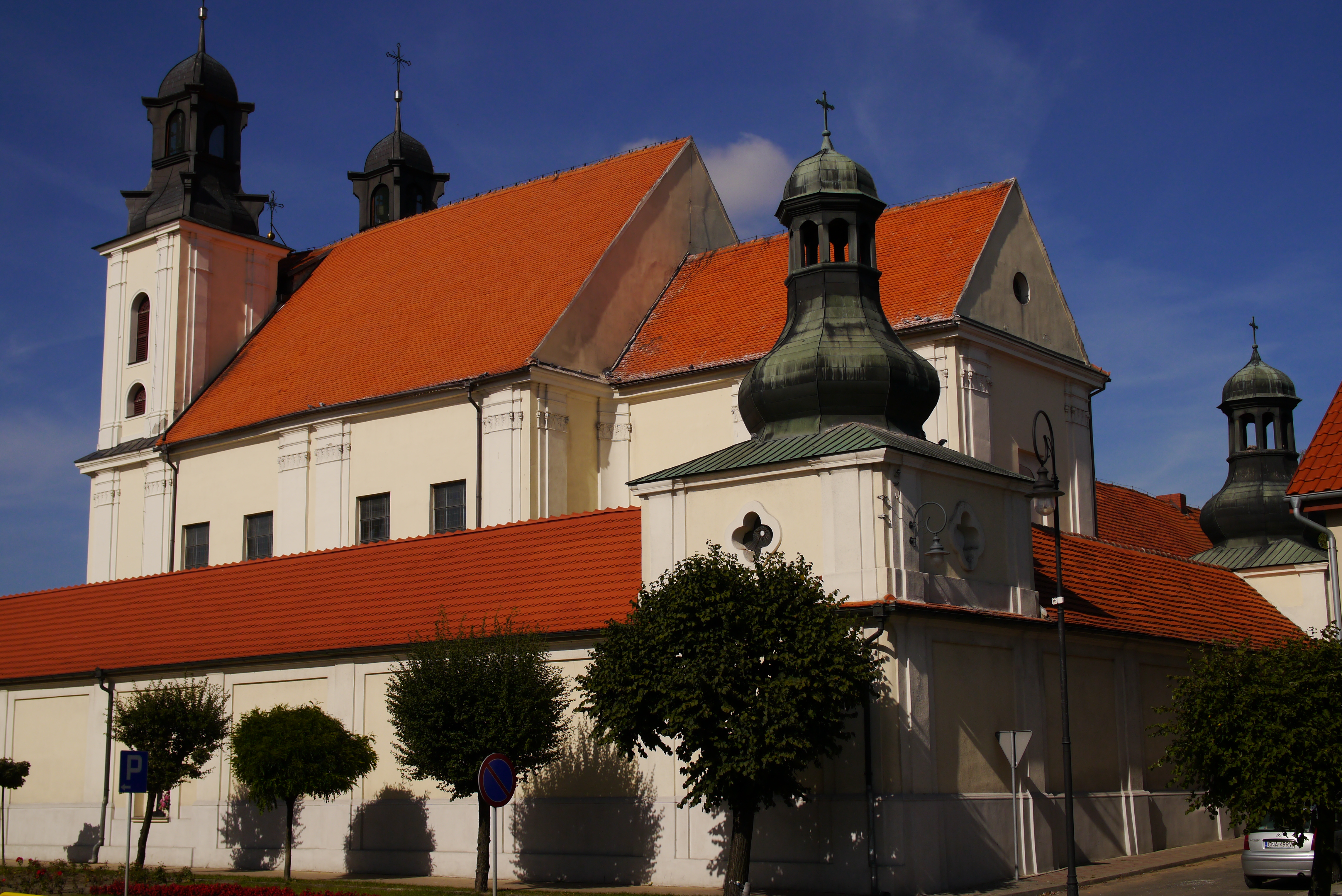
Sanktuarium Krzyża Świętego w Kcyni
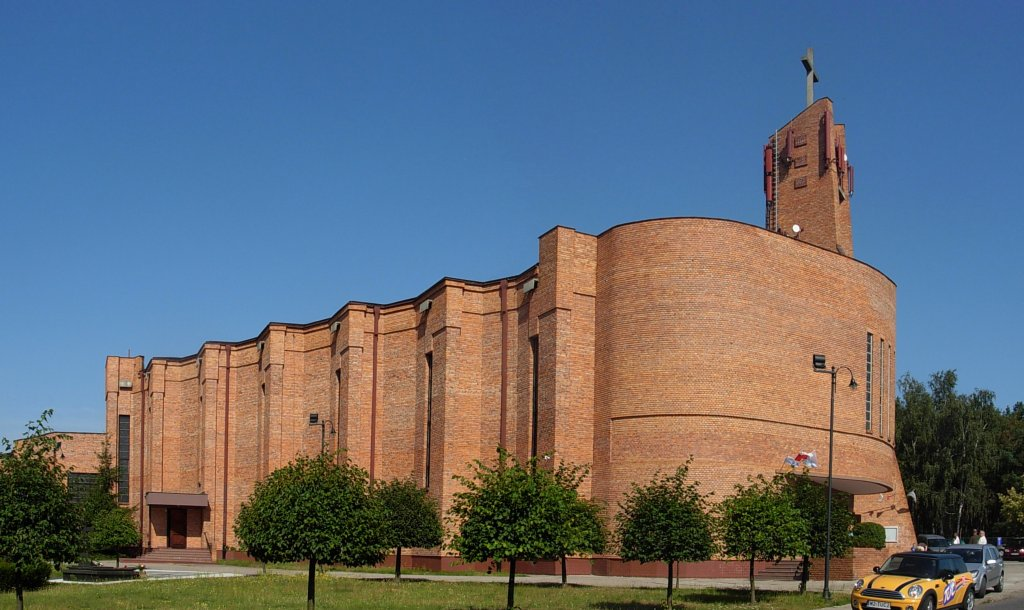
Bazylika i sanktuarium Kalwarii Bydgoskiej
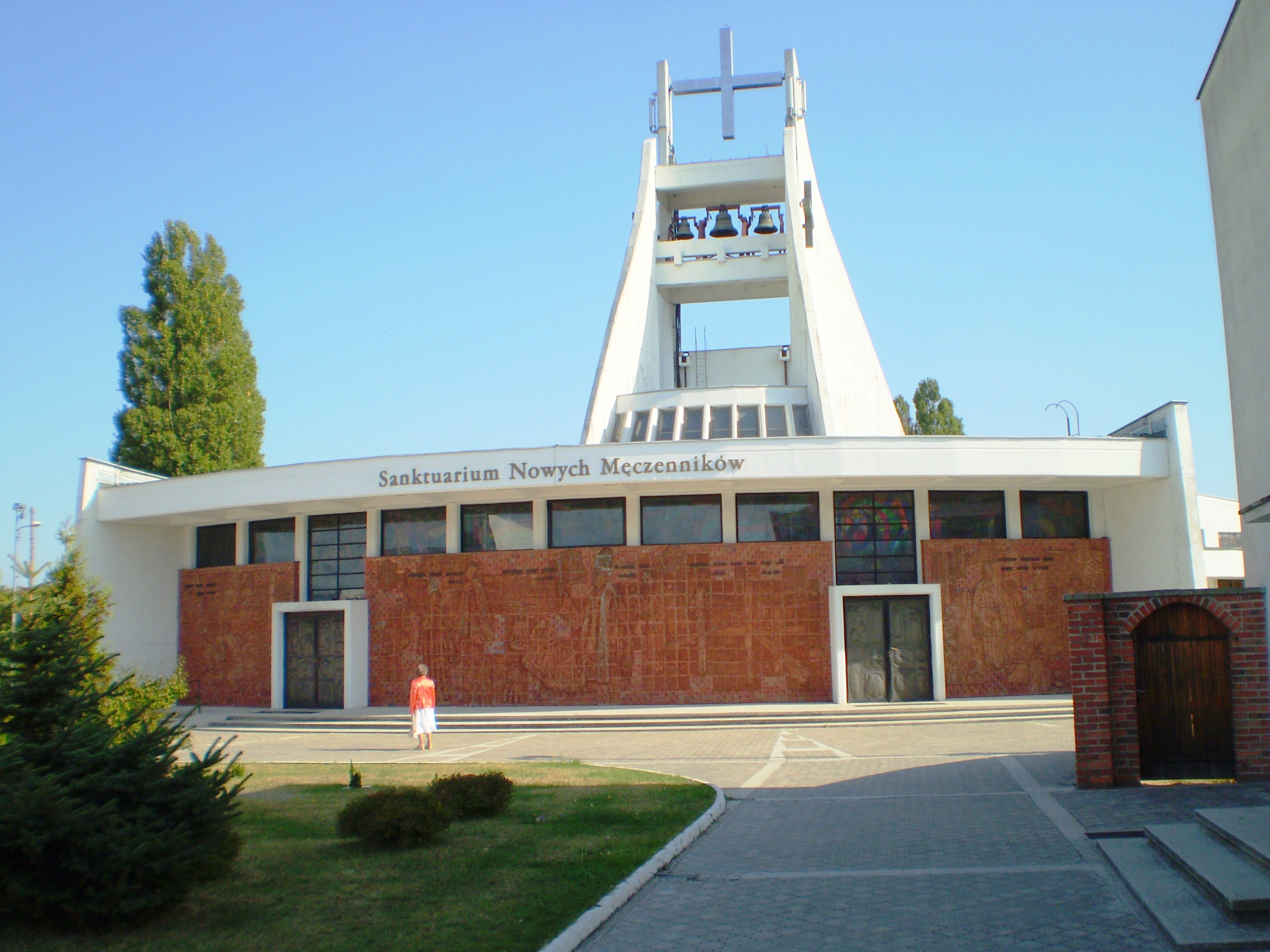
Sanktuarium Nowych Męczenników w Bydgoszczy
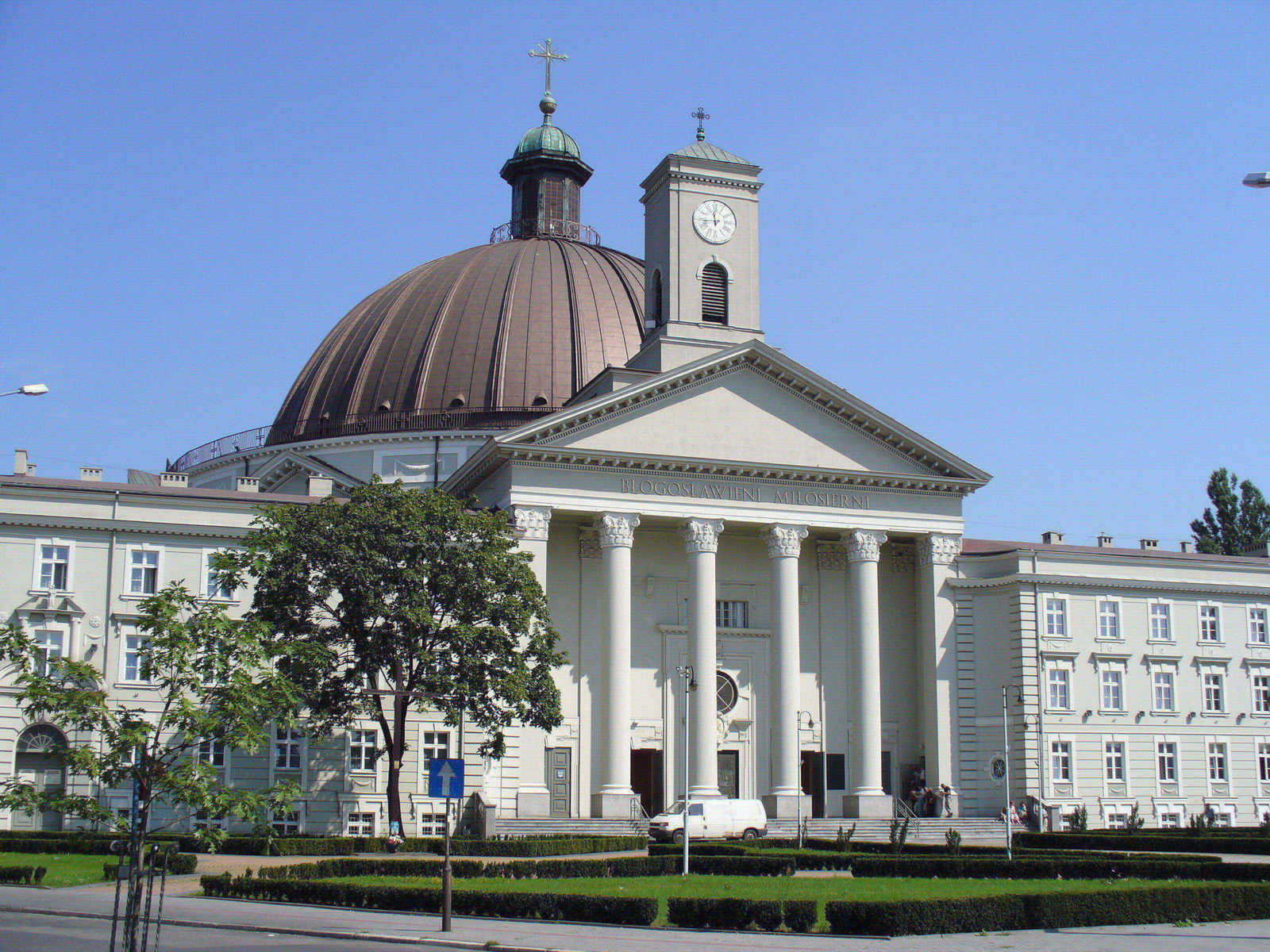
Bazylika św. Wincentego à Paulo w Bydgoszczy
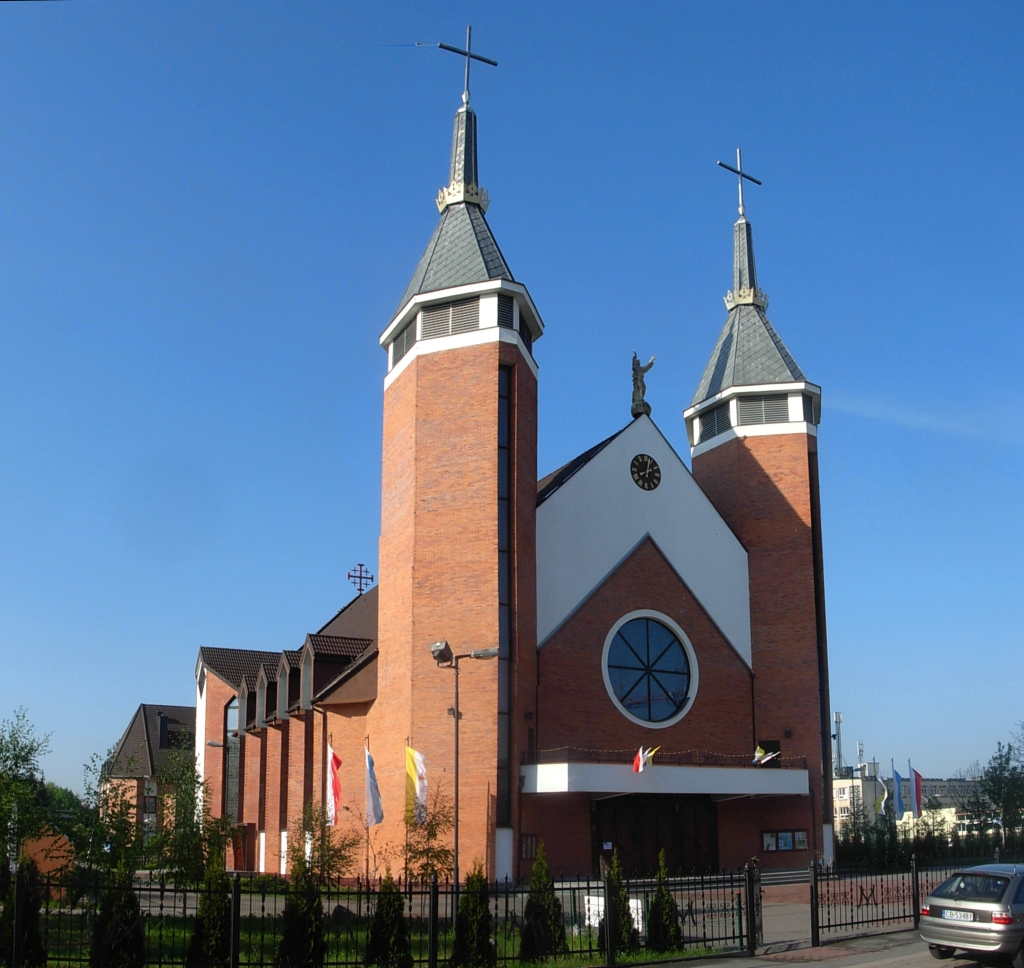
Sanktuarium MB Fatimskiej w Bydgoszczy
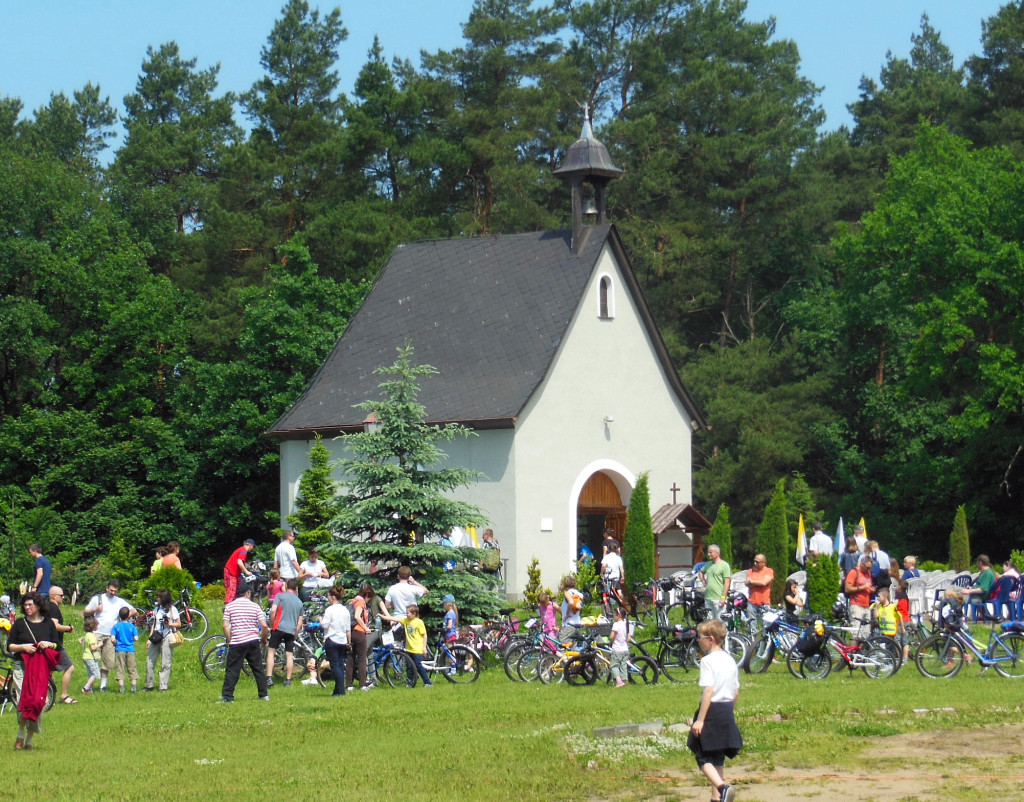
Sanktuarium szensztackie w Bydgoszczy

### Bazyliki mniejsze
- Bazylika św. Wincentego à Paulo w Bydgoszczy, ustanowiona 1 maja 1997 przez papieża Jana Pawła II – świątynia wzorowana na rzymskim Panteonie, wzniesiona jako wotum Polaków za odzyskanie niepodległości, objęta opieką od 1925 przez Zgromadzenie Misji (www)
- Bazylika Matki Boskiej Królowej Męczenników w Bydgoszczy, ustanowiona 27 lutego 2014 przez papieża Franciszka
- Bazylika Najświętszej Maryi Panny Niepokalanie Poczętej w Górce Klasztornej, ustanowiona 2 lipca 2014 przez papieża Franciszka

### Koronowane wizerunki maryjne i inne objęte kultem
- Obraz Matki Bożej Góreckiej – XVII-wieczny wizerunek Maryi w bazylice Najświętszej Maryi Panny w Górce Klasztornej, koronowany 6 czerwca 1965 przez prymasa Polski, kard. Stefana Wyszyńskiego
- Obraz Matki Bożej Pięknej Miłości w Bydgoszczy – XV-wieczny, gotycki wizerunek Maryi z różą w katedrze bydgoskiej, koronowany 29 maja 1966 przez prymasa Polski, kard. Stefana Wyszyńskiego i ponownie 7 czerwca 1999 przez papieża Jana Pawła II[10][11]
- Obraz Matki Bożej Szkaplerznej w Bydgoszczy – barokowy wizerunek Maryi w katedrze bydgoskiej, koronowany 16 lipca 2001 przez abp Henryka Muszyńskiego[12][13]
- Obraz Matki Bożej Trzykroć Przedziwnej – kopia XIX-wiecznego obrazu Maryi z Schönstatt w sanktuarium Zawierzenia w Bydgoszczy, koronowany 18 czerwca 2011 przez bp Jana Tyrawę
- Cudowny Krucyfiks z Kcyni – XVII-wieczny krucyfiks sprowadzony przez karmelitów, od XVIII wieku wsławiony cudami[14]
- Inne wizerunki maryjne (mniej znane):
  - Obraz Matki Bożej Wspomożycielki Wiernych Pani Szubińskiej (XVII w.)[15] – w ołtarzu głównym kościoła św. Marcina w Szubinie,
  - Obraz Matki Bożej Wąwelskiej (XVII w.) oraz figura Matki Bożej z Dzieciątkiem z XIV wieku, z tzw. kręgu Madonn krzyżackich – w kościele św. Marii Magdaleny w Wąwelnie[16].

## Budownictwo sakralne
Mimo że najstarsze parafie na terenie diecezji bydgoskiej erygowano już w XI-XII wieku, to 2/3 wszystkich parafii istniejących obecnie miało swój początek w XX wieku (w tym 40% w latach 1970–2000). W związku z tym w ogólnej liczbie kościołów parafialnych, duży jest udział nowoczesnych bezstylowych świątyń, które często występują w dekanatach: Bydgoszcz I, III, IV, V i VI, Osielsko, Mrocza i Nakło nad Notecią. Natomiast w dwóch dekanatach (Kcynia i Złotów II) w ogóle nie występują kościoły w stylu nowoczesnym. Spora jest liczba świątyń neogotyckich (29), które stanowią przejęte po 1945 roku byłe świątynie ewangelicko-unijne, budowane podczas zaboru pruskiego dla wiernych narodowości niemieckiej. Zachowały się ponadto 24 świątynie w oryginalnych stylach historycznych – głównie barokowe (13), gotyckie (7), także klasycystyczne i renesansowe. Na terenie diecezji znajduje się również 6 kościołów parafialnych ryglowych (szachulec, mur pruski) i 5 drewnianych.
Na terenie diecezji bydgoskiej istnieje 148 kościołów parafialnych, 36 filialnych, 6 pomocniczych i 2 rektoralne oraz 85 kaplic, w tym 12 zakonnych, 52 mszalnych (przy szpitalach, zakładach karnych itp.) i 21 cmentarnych.

### Patronowie kościołów i kaplic diecezji bydgoskiej
Kościoły diecezji bydgoskiej posiadają różne wezwania, związane z obrzędem konsekracji (poświęcenia). Wśród nich najliczniejszą grupę stanowią wezwania hagiograficzne, następnie maryjne, chrystologiczne, trynitarne oraz anielskie. Na 120 wezwań zaliczanych do grupy hagiograficznych, w 90 kościołach i 30 kaplicach najczęściej powtarzają się tytuły: św. Józefa (10 razy), św. Mikołaja (8), św. Apostołów Piotra i Pawła (6), św. Jakuba Apostoła (6), św. Andrzeja Boboli (6), św. Maksymiliana Kolbego (5), św. Stanisława Biskupa Męczennika (5), św. Katarzyny (4), św. Anny (4), św. Wawrzyńca (4), św. Małgorzaty (4). W tej grupie występują jeszcze 42 wyzwania innych świętych i błogosławionych.
Drugą pod względem liczebności grupą wezwań na terenie diecezji bydgoskiej są tytuły maryjne (23), które występują w 61 kościołach i kaplicach. Do najczęstszych należą: Wniebowzięcia Najświętszej Maryi Panny (8), Matki Bożej Królowej Polski (7), Matki Bożej Nieustającej Pomocy (6), Matki Bożej Częstochowskiej (6), Niepokalanego Poczęcia (5). Na pozostałe tytuły w tej grupie wezwań przypada łącznie 29 kościołów i kaplic.
Trzecią grupą pod względem liczebności stanowią wezwania chrystologiczne (17), związane osobowo lub dogmatycznie z Chrystusem. Do bardziej popularnych należą: Najświętszego Serca Pana Jezusa (4 kościoły, 9 kaplic), Krzyża Świętego (6), Chrystusa Miłosiernego (4).
Wezwania trynitarne i anielskie odnoszą się do Trójcy Świętej, przymiotów boskich oraz anielskich. Do najczęstszych tego typu wezwań kościołów i kaplic w diecezji bydgoskiej należą: Miłosierdzia Bożego (6), Michała Archanioła (6), Trójcy Świętej (5), Opatrzności Bożej (3).

## Kapituły
- Kapituła katedralna św. Marcina i Mikołaja w Bydgoszczy (od 25 marca 2006)

## Zakony

### Historyczne

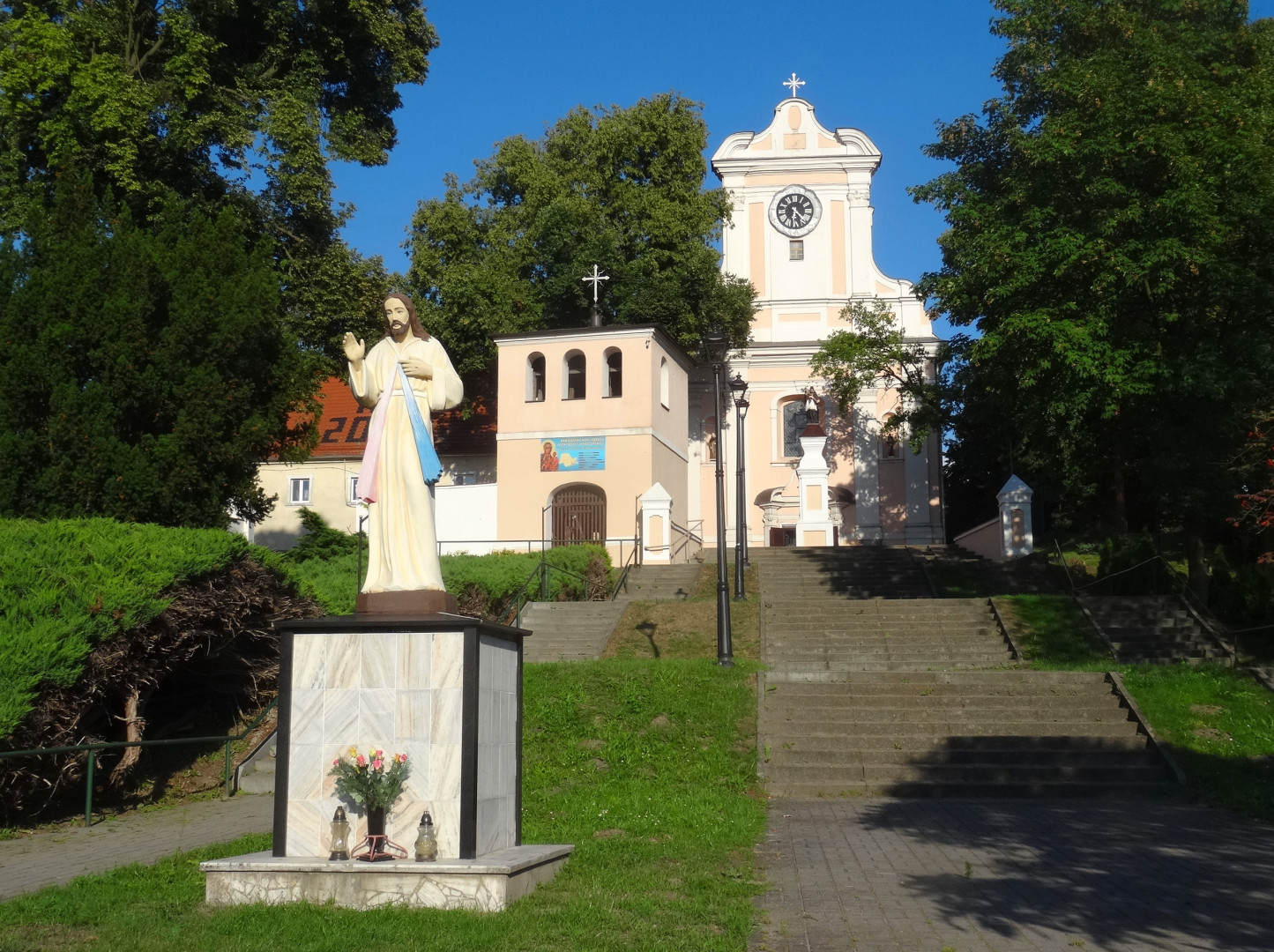
Kościół pofranciszkański w Łabiszynie

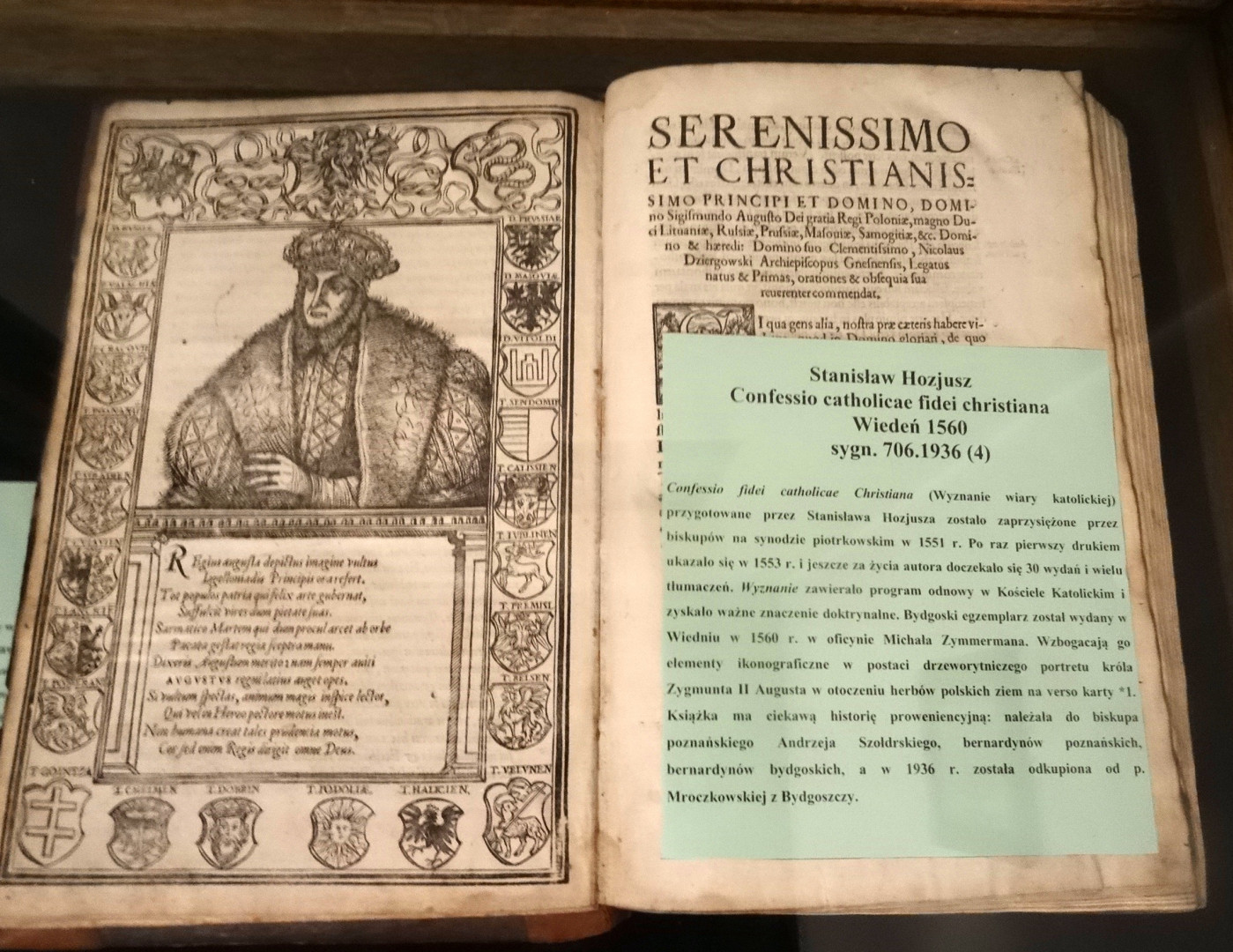
Biblioteka Bernardynów w Bydgoszczy – dzieło Stanisława Hozjusza z 1560 roku

Konwenty klasztorne istniejące w czasach I Rzeczypospolitej na terenie obecnej diecezji bydgoskiej (w okresie zaboru pruskiego dokonano kasaty wszystkich zakonów):
- Klasztor Karmelitów w Bydgoszczy (1398–1816)[17] – osiedleni w Bydgoszczy jako trzeci konwent w Polsce po Krakowie (1395) i Gdańsku; po kasacie wszystkie obiekty klasztoru (kościół pw. NMP, klasztor, dormitorium, gotycka wieża dzwonnicy uznawana dawniej za jeden z symboli miasta itd.) zostały doszczętnie rozebrane przez władze pruskie w latach 1822–1895; jedynie część wyposażenia przeniesiono m.in. do bydgoskiej katedry (stalle, ambona, Obraz Matki Bożej Szkaplerznej, ołtarz św. Józefa i inne)[18]
- Klasztor Augustianów w Łobżenicy (1404–1582)[19] – zakonnicy rezydowali w Łobżenicy i opiekowali się kaplicą w Górce Klasztornej; klasztor zlikwidowano wskutek starań znanego z działalności reformacyjnej właściciela Łobżenicy Jana Krotoskiego; kościół poklasztorny św. Anny rozebrano w połowie XIX w.
- Klasztor Bernardynów w Bydgoszczy (1480–1829)[20] – trzeci konwent bernardynów pod względem starszeństwa w Polsce po Krakowie (1454) i Warszawie; bernardyn Bartłomiej z Bydgoszczy w 1532 opracował pierwszy słownik łacińsko-polski; po kasacie kościół pobernardyński w 1860 ustanowiono garnizonowym, a zachowane częściowo i gruntownie przebudowane w 1865 roku budynki klasztorne użytkuje Uniwersytet Technologiczno-Przyrodniczy im. Jana i Jędrzeja Śniadeckich w Bydgoszczy; zachowaną spuścizną zakonu jest również Biblioteka Bernardynów (1557 dzieł z XV-XVIII w.) zdeponowana w specjalnej ekspozycji w Wojewódzkiej i Miejskiej Bibliotece Publicznej w Bydgoszczy[21]
- Klasztor Karmelitów w Kcyni (1612–1835)[22][23] – od XVIII w. rozsławiali kult Cudownego Krucyfiksu; zachowane bez szwanku obiekty poklasztorne użytkuje parafia Wniebowzięcia Najświętszej Maryi Panny w Kcyni
- Klasztor Klarysek w Bydgoszczy (1615–1835)[24] – klasztor posiadał klauzurę papieską; po kasacji w budynku klasztoru umieszczono szpital miejski, a w 1945 roku przekazano Muzeum Okręgowemu w Bydgoszczy, natomiast kościół klarysek przeznaczono na magazyn, remizę strażacką, a w 1922 resakralizowano; od 1951 jest kościołem rektorskim (od 1993 Braci Kapucynów), a na części dawnego ogrodu klasztornego założono park im. Kazimierza Wielkiego
- Kolegium Jezuitów w Bydgoszczy (1617–1781)[25] – jezuici prowadzili szkołę średnią oraz działalność misyjną i kulturalną w mieście i okolicy (Kujawy, Pałuki, Krajna, Kaszuby); po kasacji zakonu w klasztorze i kolegium jezuickim w latach 1770–1878 funkcjonowało gimnazjum miejskie, a w 1879 roku umieszczono siedzibę władz miejskich i magistratu Bydgoszczy, natomiast dwuwieżowy kościół pojezuicki będący ozdobą Starego Rynku w Bydgoszczy rozebrano doszczętnie na polecenie władz nazistowskich w 1940 roku
- Klasztor Franciszkanów Reformatów w Łabiszynie (1627–1829)[26][27][28] – kościół pofranciszkański i dawne obiekty klasztorne użytkuje parafia św. Mikołaja w Łabiszynie
- Klasztor Bernardynów w Górce Klasztornej (1638–1841) – sprowadzeni do Górki na miejsce pierwszych objawień maryjnych w Polsce (1089) w celu pielęgnowania kultu Matki Bożej; od 1680 posiadali także dom zakonny i kościół św. Szczepana w Łobżenicy; spuścizną jest istniejąca bazylika Najświętszej Maryi Panny Niepokalanie Poczętej w Górce Klasztornej, którą od 1923 opiekują się Misjonarze Świętej Rodziny[29]
- Klasztor Kanoników Regularnych (reguły św. Augustyna) w Wysokiej (1695–1785)[30] – kościół poaugustiański oraz byłe zabudowania klasztorne użytkuje parafia Najświętszej Marii Panny Różańcowej w Wysokiej

Ponadto kilkanaście miejscowości na północ od Bydgoszczy oraz w staropolskim powiecie nakielskim położonych było w obszarze jurysdykcji Opactwa Cystersów w Koronowie (1256–1819)

### Istniejące

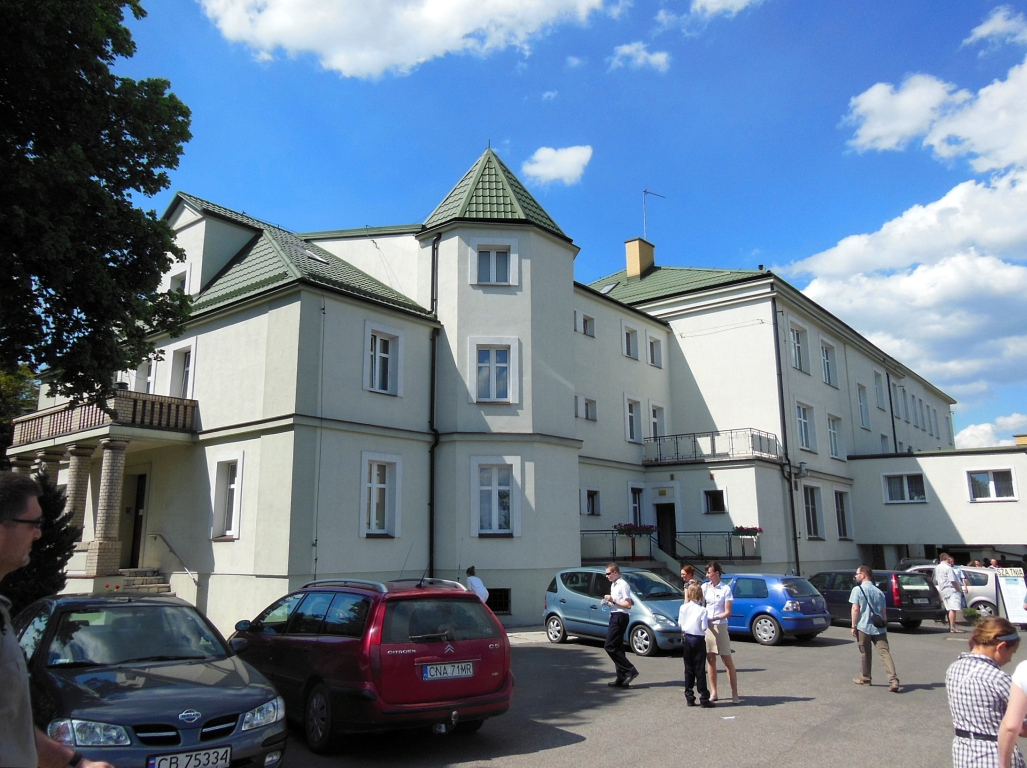
Dom Prowincjalny i Wyższe Seminarium Zgromadzenia Ducha Świętego w Bydgoszczy

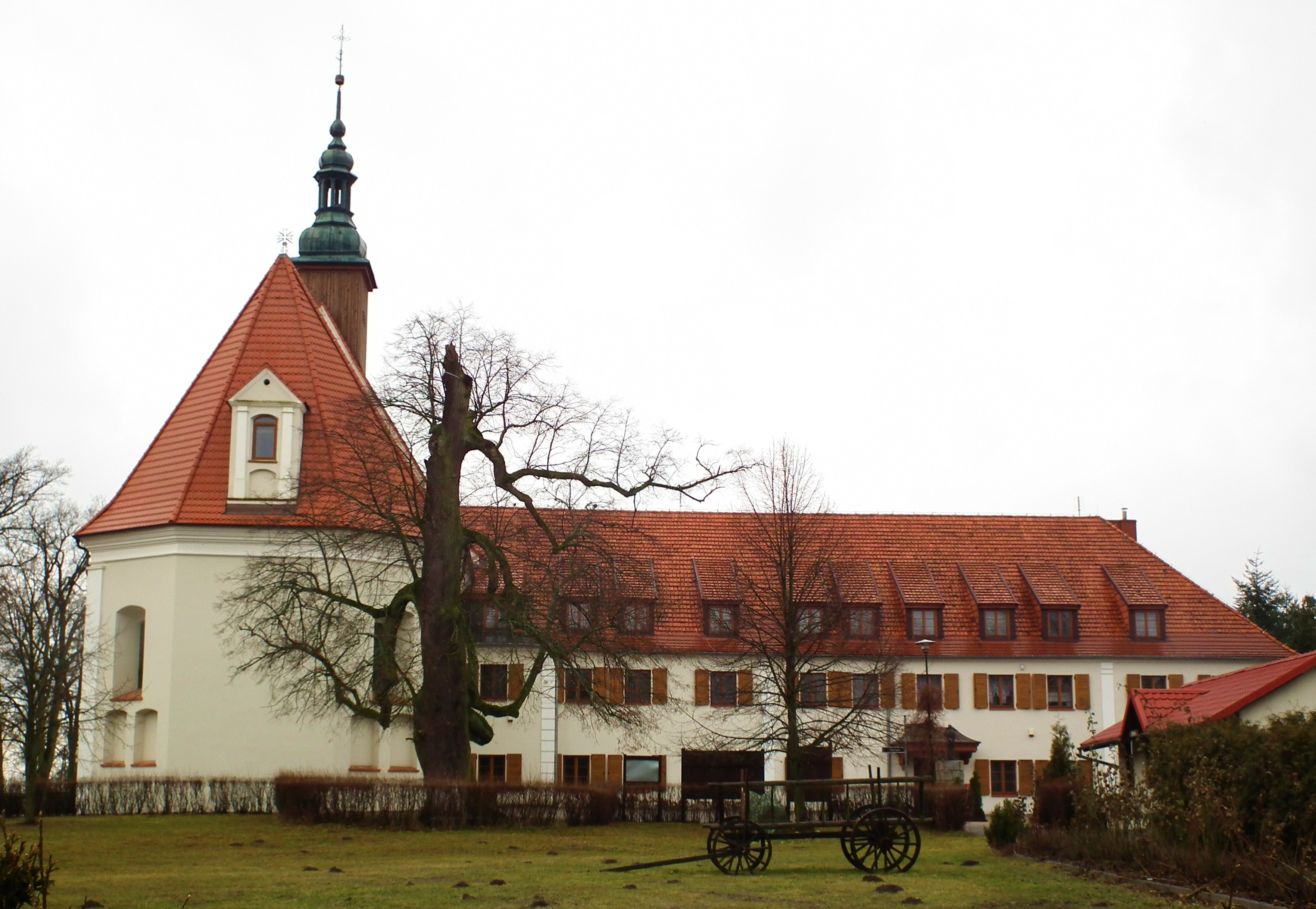
Dom zakonny Misjonarzy Świętej Rodziny w Górce Klasztornej

W Bydgoszczy znajduje się siedziba polskiej prowincji Zgromadzenia Ducha Świętego. Poniżej lista domów zakonnych na terenie diecezji bydgoskiej w 2017 roku.
Zakony męskie:
- Duchacze – od 1921 roku obecni w Bydgoszczy, gdzie posiadają Dom Prowincjalny, kościół rektorski pw. Ducha Świętego (od 1932), prowadzą parafię Ducha Świętego (od 1989), Wyższe Misyjne Seminarium Duchowne, muzeum misyjne, dysponują również domem zakonnym w Chełmszczonce
- Misjonarze Świętej Rodziny – od 1923 roku posiadają dom zakonny w Górce Klasztornej oraz w Złotowie w parafii Wniebowzięcia NMP
- Lazaryści – od 1924 roku obecni w Bydgoszczy, gdzie zbudowali bazylikę św. Wincentego à Paulo w formie panteonu rzymskiego oraz prowadzą ożywioną działalność duszpasterską w dwóch parafiach w Bydgoszczy: św. Wincentego à Paulo oraz Zmartwychwstania Pańskiego
- Jezuici – od 1946 roku obecni przy kościele św. Andrzeja Boboli w Bydgoszczy, od 1967 prowadzą parafię, stworzyli pierwsze w Bydgoszczy centrum ruchu oazowego (od 1977) i odnowy w Duchu Świętym, a w latach 80. XX w. opiekowali się opozycją solidarnościową
- Salezjanie – w 1990 założyli dom zakonny w Bydgoszczy w parafii św. Marka, a w 1996 Zespół Szkół Towarzystwa Salezjańskiego „Collegium Salesianum”[33]
- Kapucyni – w 1993 roku osiedli przy kościele klarysek Wniebowzięcia Najświętszej Maryi Panny, gdzie prowadzą działalność duszpasterską
- Chrystusowcy – prowadzą parafię Zwiastowania Najświętszej Maryi Panny w Potulicach
- Pallotyni – prowadzą parafię Najświętszego Serca Pana Jezusa w Samsiecznie.
- Klaretyni –  prowadzą parafię Świętych Apostołów Piotra i Pawła w Bydgoszczy[34]
- Od 1948 do lat 90. XX w. w Bydgoszczy posługiwali również michalici, którzy posiadali dom zakonny przy ul. Grunwaldzkiej 178.

Zakony żeńskie:
- Szarytki – od 1923 roku posiadają dom zakonny przy parafii św. Wincentego à Paulo, a od 1930 roku w Fordonie przy parafii św. Mikołaja
- Służebniczki Dębickie – od 1923 roku posługują w Solcu Kujawskim w parafii Najświętszego Serca Pana Jezusa
- Klaryski od wieczystej Adoracji – od 1925 roku prowadzą dom zakonny w Bydgoszczy w kamienicy przy ul. Gdańskiej 56
- Elżbietanki – od końca XIX w. posługiwały w Łabiszynie, od 1929 w Złotowie, od 1930 roku przy parafii Matki Boskiej Nieustającej Pomocy w Bydgoszczy, od 2007 posiadają także dom zakonny w parafii św. Jadwigi Królowej w Bydgoszczy, prowadzą hospicjum św. Elżbiety w Złotowie[35]
- Franciszkanki od Miłości i Pokuty Chrześcijańskiej – posiadają dom zakonny w Więcborku, w latach 1960–1990 posługiwały także przy kościele Niepokalanego Poczęcia Najświętszej Marii Panny na Jachcicach w Bydgoszczy
- Karmelitanki bose – w latach 1971–1975 posiadały dom zakonny na bydgoskim osiedlu Miedzyń, po czym przeniosły się do Tryszczyna, zaś ich kaplicę przekazano parafii Matki Bożej z Góry Karmel w Bydgoszczy
- Urszulanki szare – od 1978 roku posługują przy parafii Świętych Polskich Braci Męczenników w Bydgoszczy
- Pasterki – od 1980 roku przy parafii Matki Bożej Ostrobramskiej na Bartodziejach w Bydgoszczy, od 2000 roku prowadzą Dom dla Samotnych Matek w Żołędowie
- Służebnice Ducha Świętego – w latach 1983–2000 przy parafii Matki Bożej Królowej Męczenników w Fordonie, potem przy parafii Najświętszej Marii Panny z Góry Karmel na Miedzyniu w Bydgoszczy
- Siostry Szensztackie – od 1985 roku przy kościele farnym, od 2000 roku prowadzą sanktuarium Matki Bożej Trzykroć Przedziwnej w Bydgoszczy
- Albertynki – od 1993 roku posiadają dom zakonny w parafii św. Antoniego w Bydgoszczy, gdzie posługują ubogim, od 2018 roku w Centrum Pomocy św. Brata Alberta[36]
- Służebniczki Maryi – posługują w parafiach w: Kcyni i Szubinie, a wcześniej także w Łobżenicy
- Służebnice Prawdy Bożej – od 2016 posługują w Domu Księży Emerytów w parafii bł. Michała Kozala w Bydgoszczy oraz od 2018 w rezydencji biskupa w parafii farnej w Bydgoszczy[37]

Do ok. 2005 roku w diecezji posługiwały również siostry Nazaretanki w parafii św. Jadwigi Królowej w Bydgoszczy, w latach 1947-2018 w parafii farnej w Bydgoszczy posługiwały siostry Marianki. 

## Patroni

### Błogosławieni
- Stanisław z Bydgoszczy – błogosławiony, karmelita, zginął śmiercią męczeńską w XV wieku[39]
- Bł. bp. Michał Kozal – w latach 1923–1927 prefekt w bydgoskim Miejskim Katolickim Żeńskim Gimnazjum Humanistycznym; od 1939 biskup pomocniczy diecezji włocławskiej; zmarł 26 stycznia 1943 w obozie koncentracyjnym Dachau. Beatyfikowany w 1987 roku przez Jana Pawła II.
- Bł. ks. Franciszek Dachtera – nauczyciel religii w Miejskim Koedukacyjnym Gimnazjum Kupieckim w Bydgoszczy; był więźniem niemieckich obozów koncentracyjnych Buchenwald i Dachau, gdzie zmarł jako ofiara doświadczeń pseudomedycznych 22 sierpnia 1944. W 1999 roku beatyfikowany przez Jana Pawła II w gronie 108 błogosławionych męczenników[40].
- Bł. ks. Antoni Świadek – wikariusz parafii farnej, od 1937 duszpasterz w kościele św. Stanisława Biskupa w Bydgoszczy, od 1942 więzień obozu koncentracyjnego Dachau, gdzie zmarł 25 stycznia 1945. Beatyfikowany w gronie 108 błogosławionych męczenników[40].
- Bł. ks. Narcyz Putz – administrator i proboszcz parafii Najświętszego Serca Pana Jezusa w Bydgoszczy (1920-1925), od 1940 więzień obozu koncentracyjnego Dachau, gdzie zmarł 5 grudnia 1942. Beatyfikowany w gronie 108 błogosławionych męczenników[40].
- Bł. ks. Bronisław Kostkowski – w latach 1922–1936 uczeń bydgoskich szkół i Gimnazjum Humanistycznego przy ul. Grodzkiej; aresztowany jako alumn, został więźniem Sachsenhausen (KL) i Dachau (KL), gdzie zmarł 27 września 1942. Beatyfikowany w gronie 108 błogosławionych męczenników[40].
- Czesław Jóźwiak – wychowanek salezjański, urodzony w 1919 w Łażynie k. Bydgoszczy (obecnie wieś zanikła w Puszczy Bydgoskiej), w 1940 aresztowany przez gestapo, więziony i stracony 24 sierpnia 1942 w Dreźnie. Beatyfikowany w gronie 108 błogosławionych męczenników.

### Męczennicy za wiarę
- Ks. Józef Schulz – proboszcz parafii farnej w Bydgoszczy (1931-1939), dziekan bydgoski, aresztowany 7 września 1939, więziony w koszarach artyleryjskich w Bydgoszczy, później w obozach koncentracyjnych: Dachau (KL) i Buchenwald (KL); torturowany, zmarł 31 marca 1940[40].
- Ks. Kazimierz Stepczyński – proboszcz parafii Najświętszego Serca Pana Jezusa w Bydgoszczy (1925-1939), dziekan bydgoski, był jednym z zakładników doprowadzonych 9 września 1939 na Stary Rynek w Bydgoszczy, zamordowany jesienią 1939 roku[40].
- Ks. Józef Szydzik – proboszcz parafii św. Mikołaja w Fordonie, aresztowany 20 września 1939 i zamordowany w masowych egzekucjach jesienią 1939.
- Ks. Henryk Antoni Szuman – dziekan i proboszcz parafii św. Mateusza w Starogardzie Gdańskim, w 1939 przebywał w Fordonie, gdzie 2 października został rozstrzelany w publicznej egzekucji pod murem kościoła św. Mikołaja.
- Ks. Bolesław Paluchowski – proboszcz parafii w Wierzchucinie Królewskim, aresztowany w kwietniu 1940, przewieziony do obozu koncentracyjnego Oranienburg, gdzie był sadystycznie torturowany i w ciągu kilku dni zamęczony, zmarł 30 kwietnia 1940[41][42].
- Ks. Jan Hamerski – proboszcz parafii we Wtelnie, od 1937 dziekan fordoński, aresztowany we wrześniu 1939 i postawiony przed plutonem egzekucyjnym, zamordowany 6 października 1939 w lesie koło Tryszczyna[42].
- Ks. Herbert Raszkowski – wikariusz parafii św. Mikołaja w Fordonie, rozstrzelany 2 października 1939 w publicznej egzekucji pod murem kościoła św. Mikołaja[42]
- Ks. Lucjan Kukułka – nauczyciel religii w Państwowym Gimnazjum Humanistycznym Męskim w Bydgoszczy, zamordowany jesienią 1939 roku w egzekucjach w fordońskiej Dolinie Śmierci[40].
- Ks. Aleksander Rożek – nauczyciel religii w Miejskim Gimnazjum Męskim im. Kopernika w Bydgoszczy, zamordowany jesienią 1939 roku w egzekucjach w fordońskiej Dolinie Śmierci[40].
- Ks. Jan Jakubowski – wikariusz parafii farnej w Bydgoszczy; był jednym z zakładników doprowadzonych 9 września 1939 na Stary Rynek w Bydgoszczy, rozstrzelany w masowej egzekucji jesienią 1939 roku[40].
- Ks. Jan Wagner – lazarysta, proboszcz parafii św. Wincentego à Paulo w Bydgoszczy, rozstrzelany masowej egzekucji 1 listopada 1939[40].
- Ks. Kazimierz Całka – lazarysta, wikariusz parafii św. Wincentego à Paulo w Bydgoszczy, aresztowany 15 września 1939, od 30 maja 1942 więziony w Dachau (KL), gdzie zmarł 16 lipca 1942[40].
- Ks. Piotr Szarek i ks. dr Stanisław Wiorek – lazaryści z parafii św. Wincentego à Paulo w Bydgoszczy, rozstrzelani 9 września 1939 jako zakładnicy na Starym Rynku w Bydgoszczy[40].
- Ks. Hieronim Gintrowski – lazarysta z parafii św. Wincentego à Paulo w Bydgoszczy, aresztowany 15 września 1939 i rozstrzelany w masowej egzekucji 1 listopada 1939[40].
- O. Paweł Barański – duchacz z klasztoru w Bydgoszczy, aresztowany w listopadzie 1939, więziony w Koronowie, a następnie w obozie koncentracyjnym w Dachau, gdzie zmarł 16 lipca 1942[40].
- O. Cezary Tomaszewski – duchacz z Bydgoszczy, prowincjał i superior, aresztowany 2 listopada 1939 i więziony w Puszczykówku, Miejskiej Górce i Lubiniu; zmarł 2 stycznia 1941[40]

Wybrane kościoły drewniane i szachulcowe w diecezji bydgoskiej:

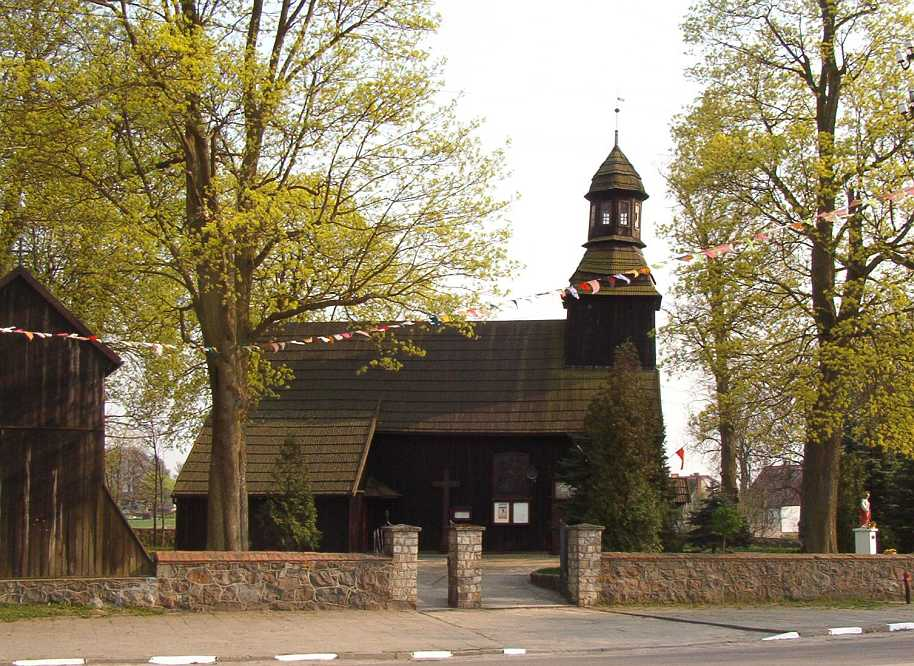
Kościół św. Marcina Biskupa w Starej Wiśniewce (1647)
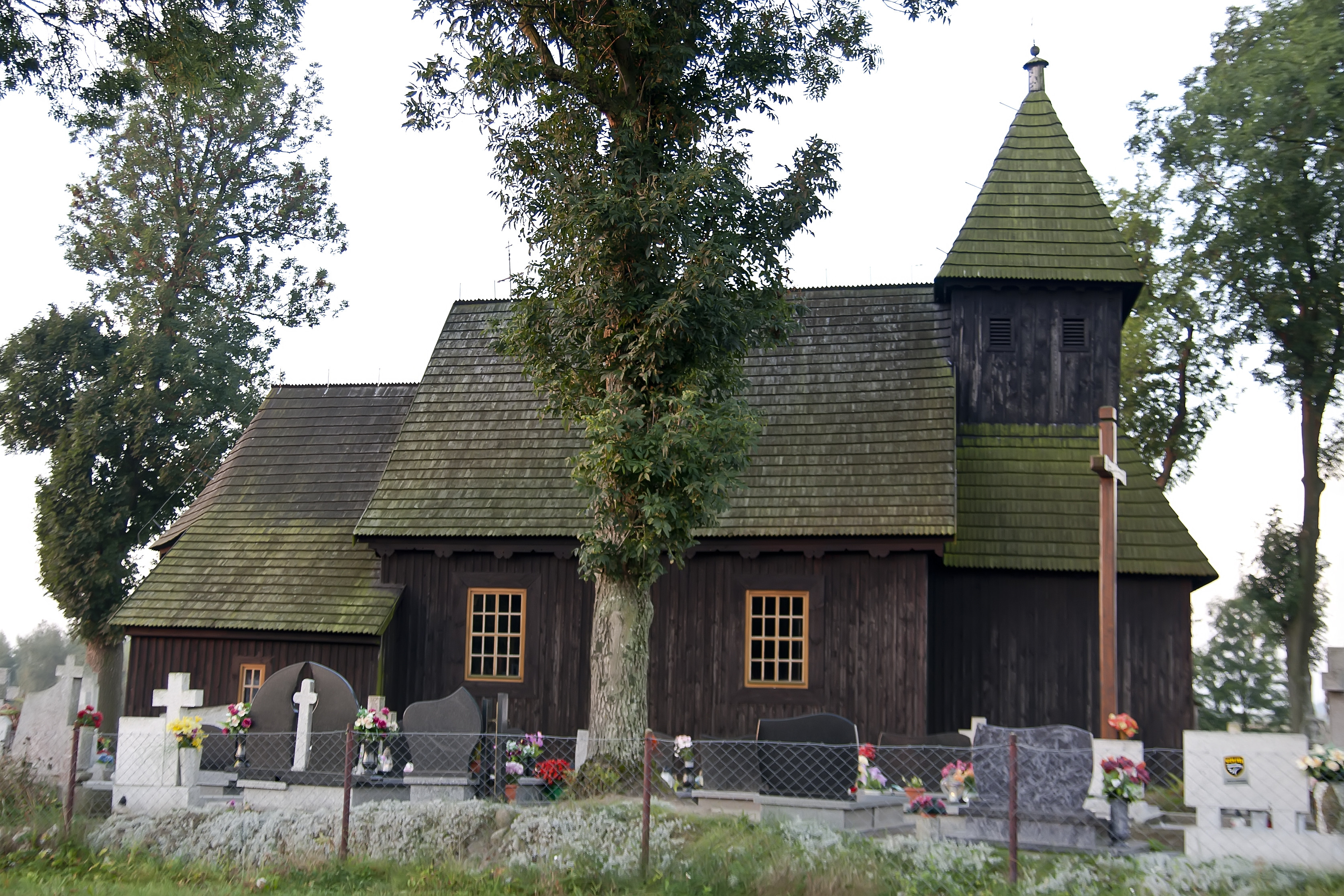
Kościół św. Marii Magdaleny we Włókach (1699)
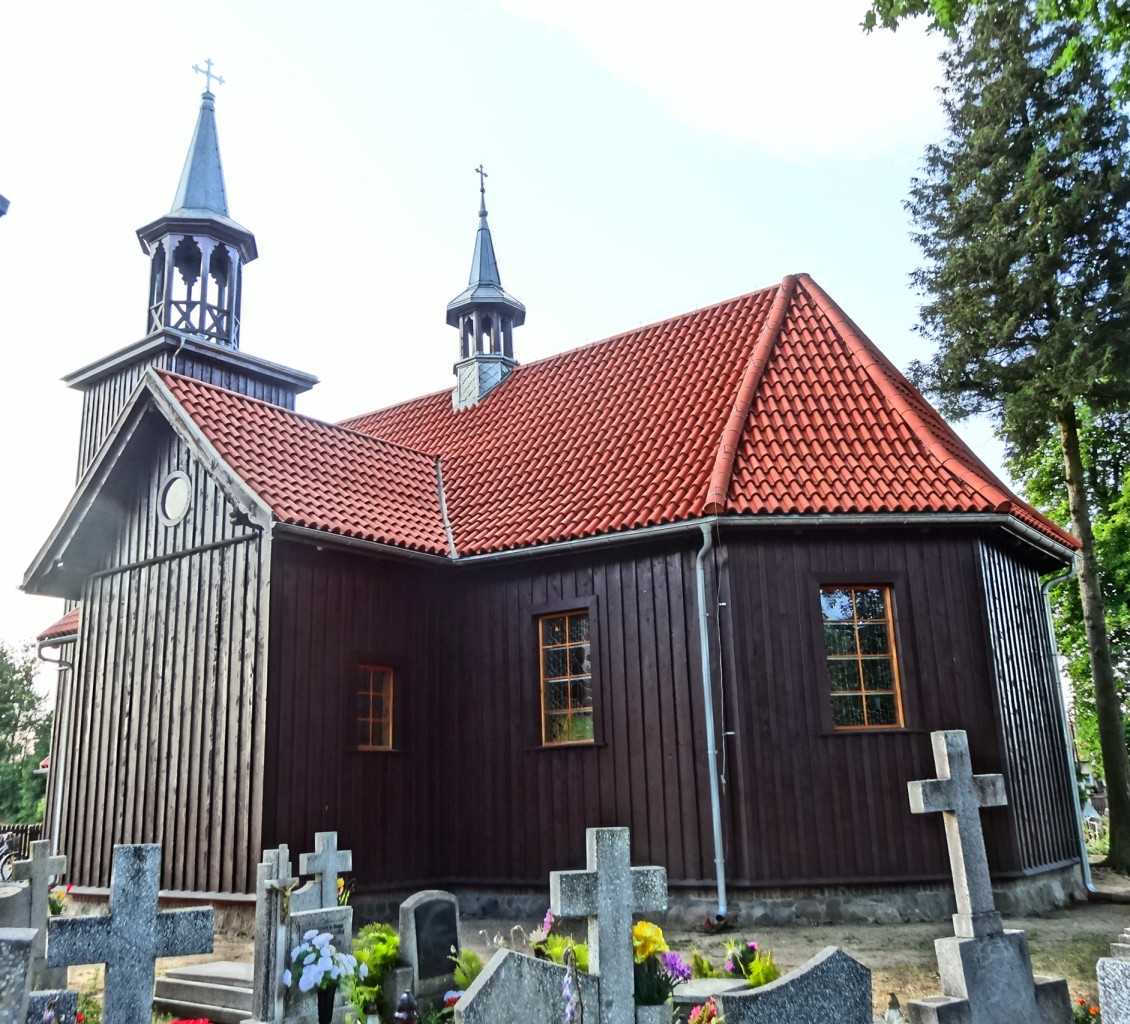
Kościół Podwyższenia Krzyża Świętego w Żołędowie (1715)
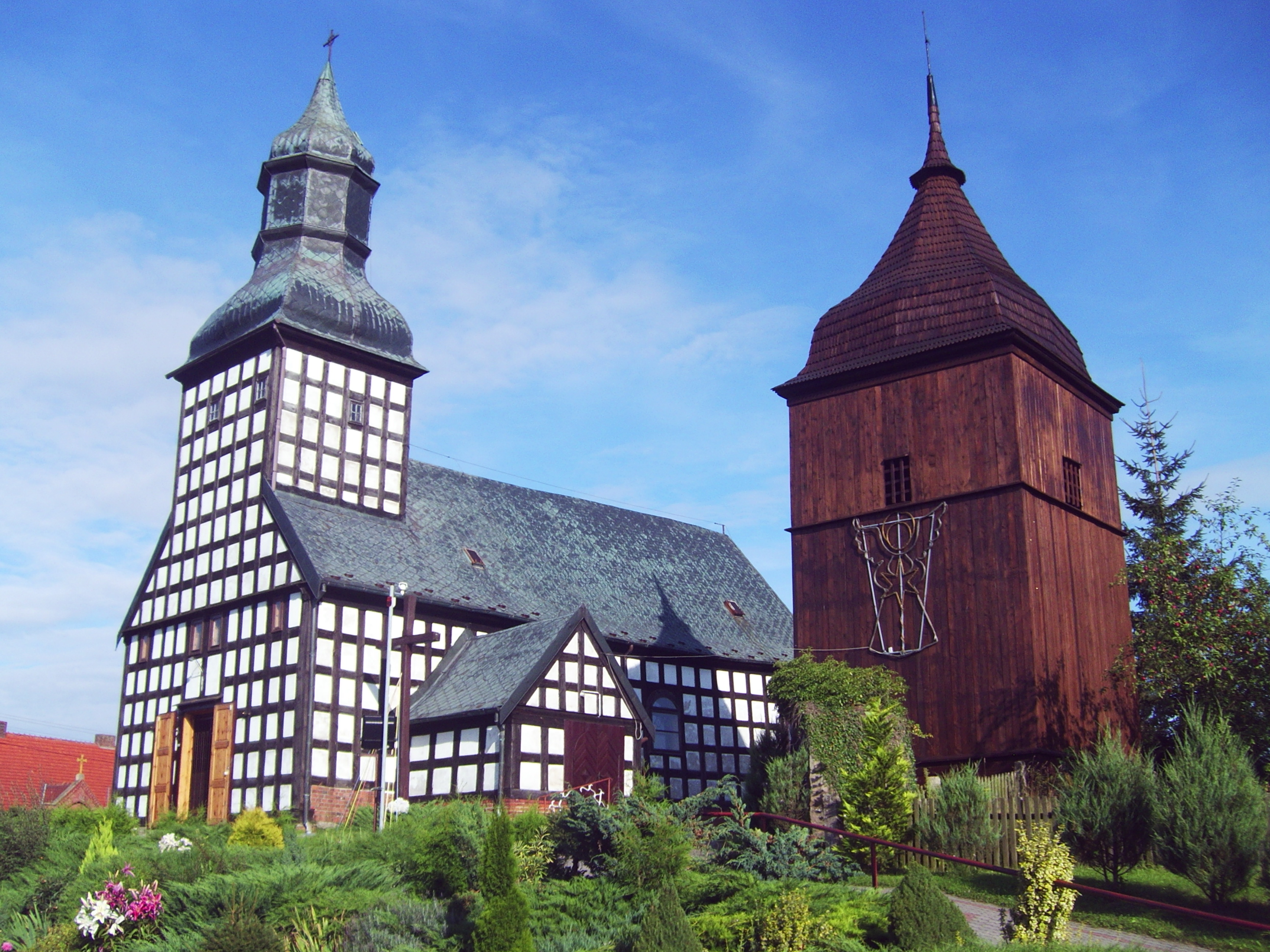
Kościół Świętej Trójcy w Wielkim Buczku (1734)
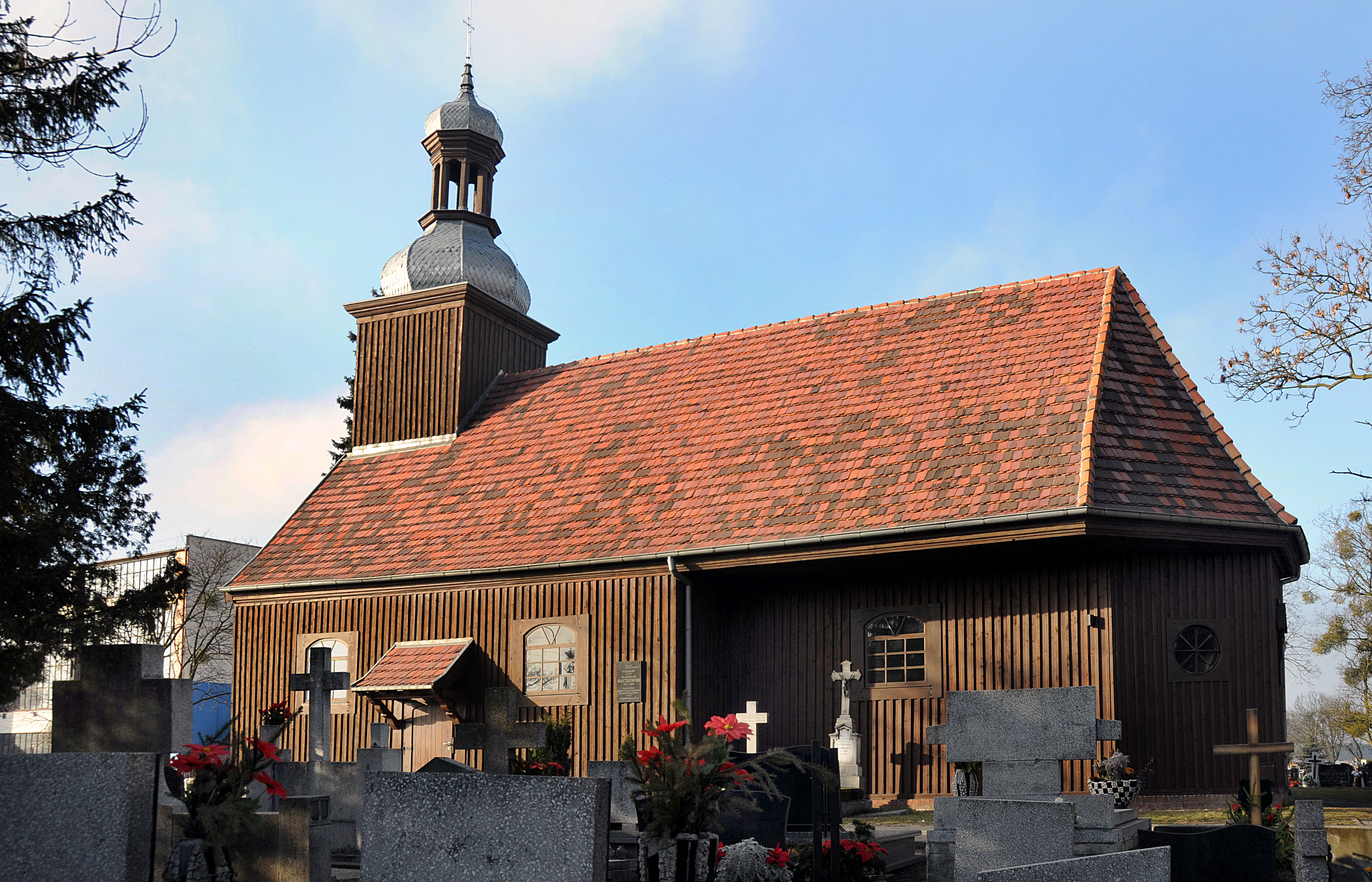
Kościół św. Małgorzaty w Szubinie (1748)
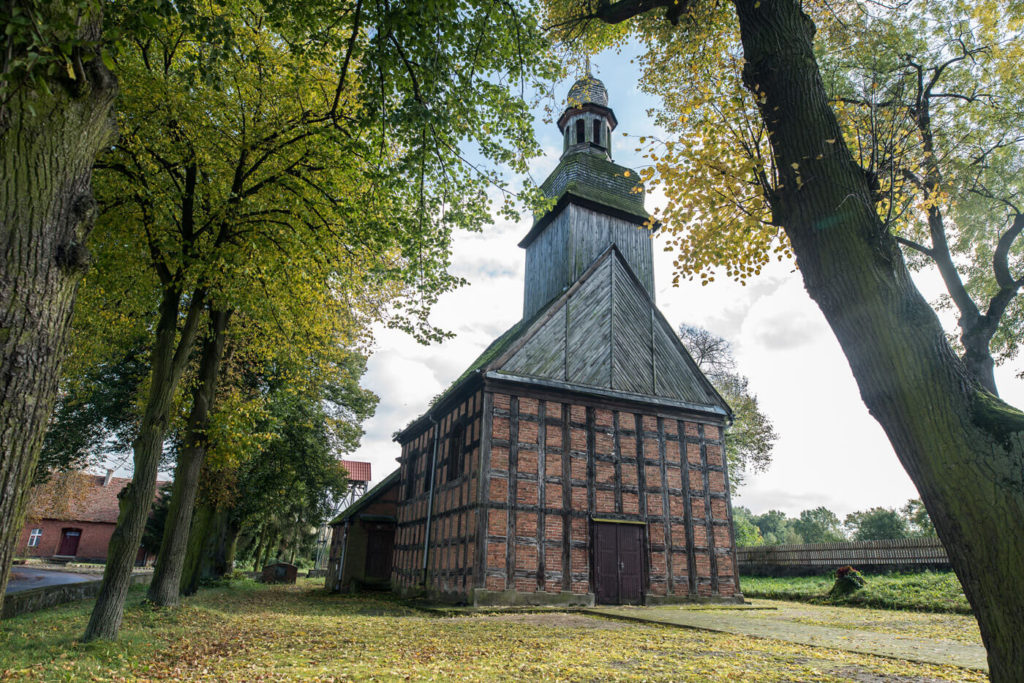
Kościół św. Anny w Jaktorowie (1776)
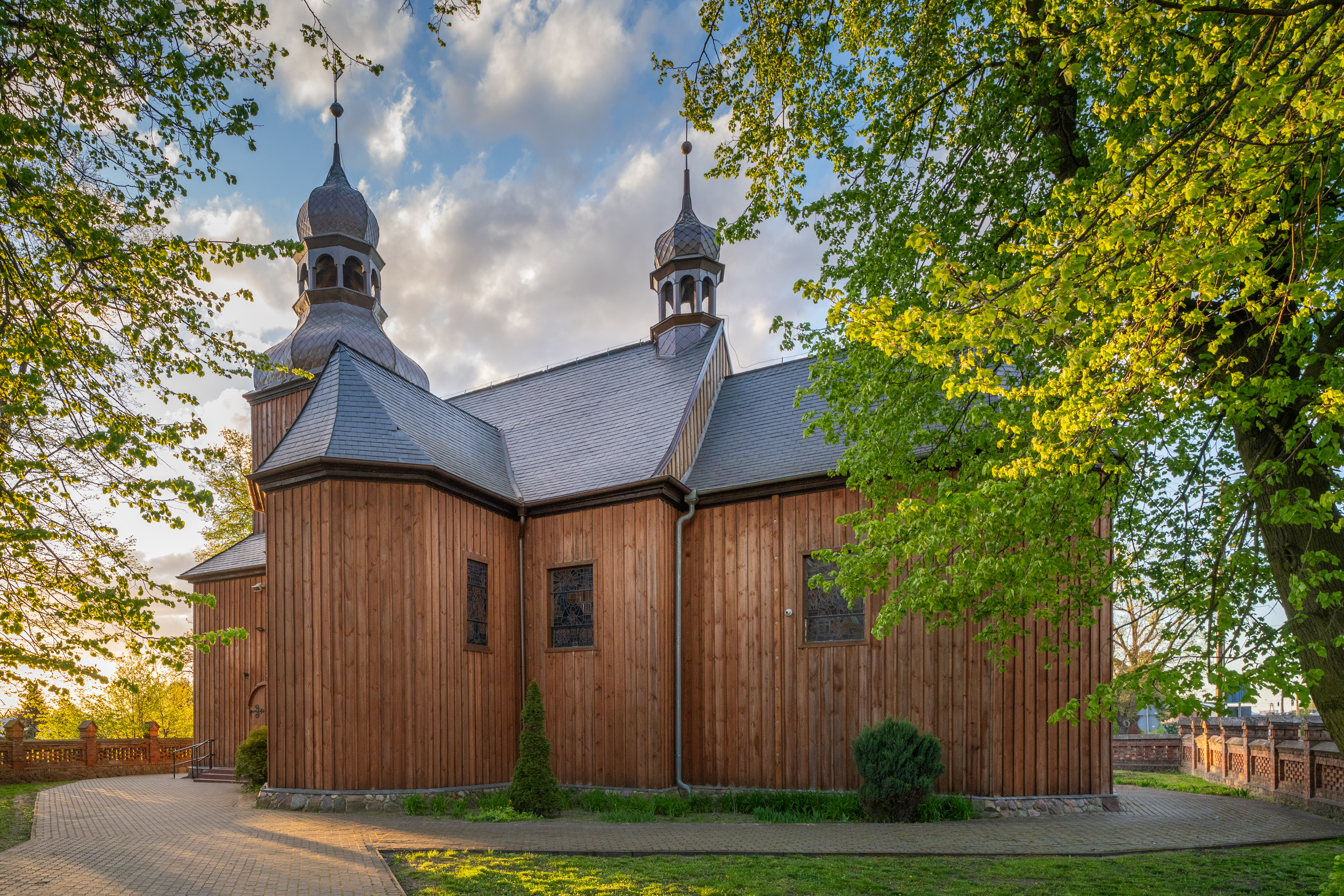
Kościół św. Mikołaja w Ślesinie (1779)
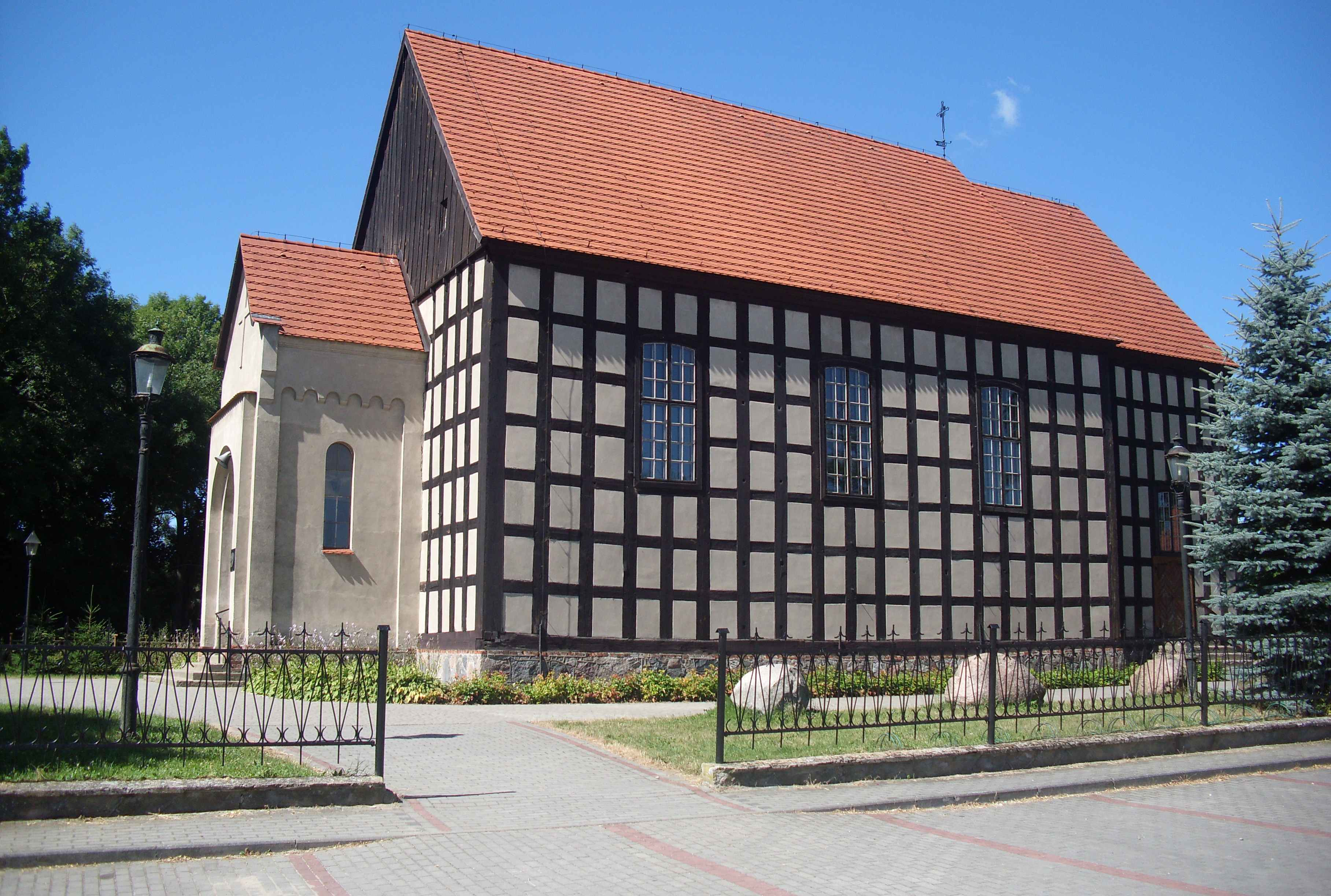
Kościół św. Katarzyny Aleksandryjskiej w Sypniewie (1781)
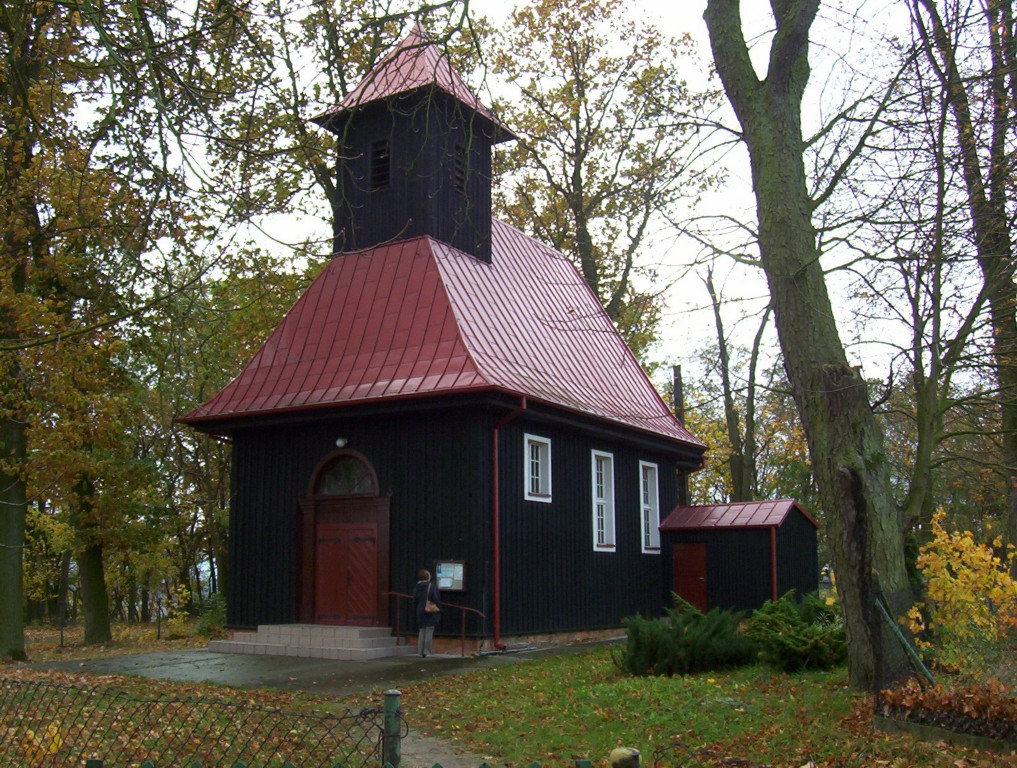
Kościół Niepokalanego Poczęcia Najświętszej Maryi Panny w Kozielcu
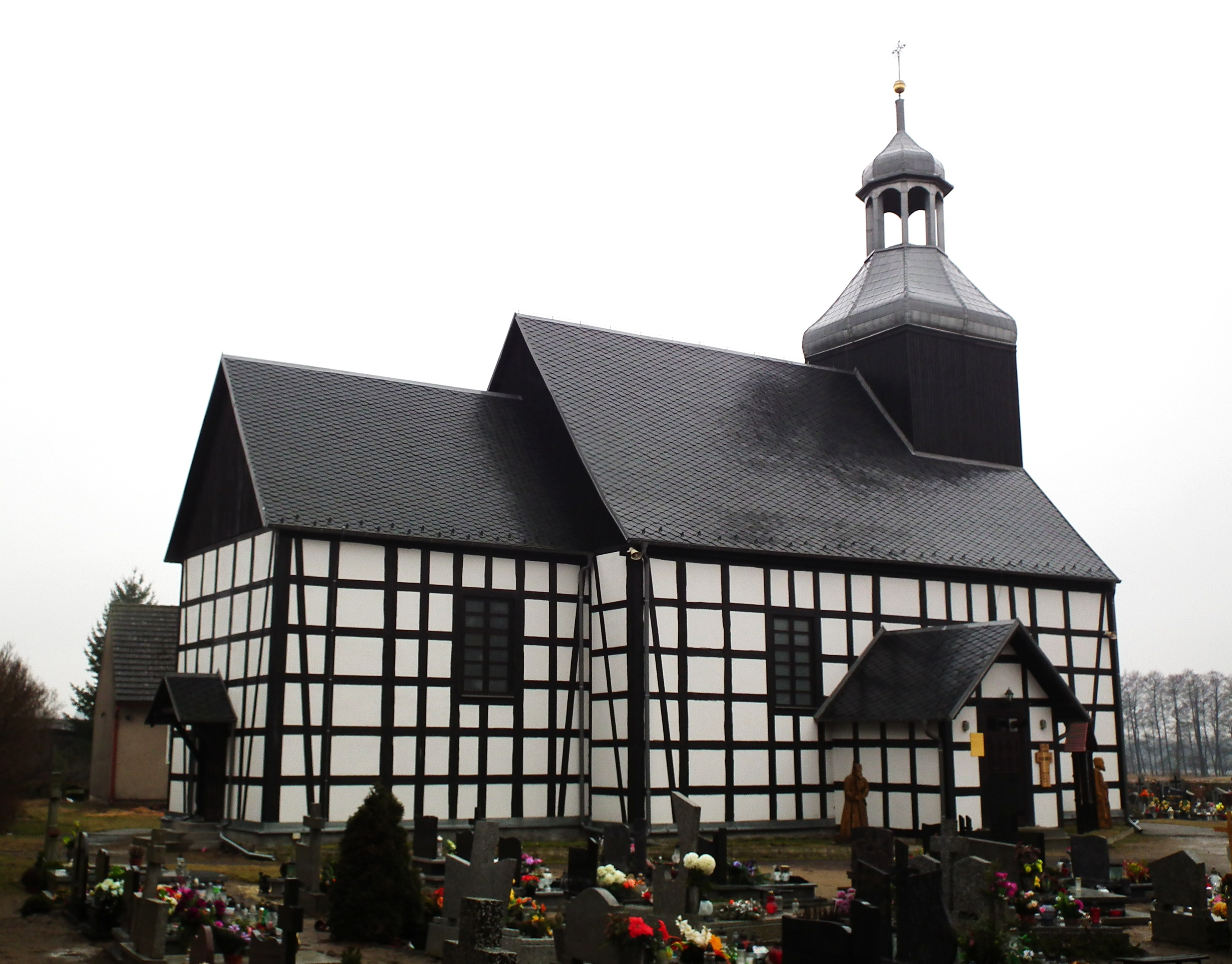
Kościół św. Jakuba Apostoła w Sławianowie (1806)

## Pielgrzymki
Od samego początku istnienia diecezji, tj. od 2004 roku, wyrusza Diecezjalna Piesza Pielgrzymka na Jasną Górę. Parafie w diecezji organizują także Pielgrzymki do Górki Klasztornej. Organizowane są także pielgrzymki autokarowe i lotnicze (np. do Ziemi Świętej czy Włoch).

## Statystyki
Według danych Instytutu Statystyki Kościoła Katolickiego, w 2014 na terenie diecezji znajdowało się 149 parafii (139 diecezjalnych i 10 prowadzonych przez zakony), w których służyło 294 księży. Diecezja liczyła 570 946 katolików (93% populacji). Duchowieństwo liczyło 1 biskupa, 310 księży, 99 księży zakonnych, 9 braci zakonnych, 131 sióstr zakonnych i 30 alumnów. W 2014 chrztu udzielono 5509 osobom, pierwszej komunii 5530, bierzmowania 4720, a sakramentu małżeństwa 3038 osobom. Na niedzielne msze uczęszcza 36,5% mieszkańców diecezji, a do Komunii przystępuje 16% wiernych.
W 2015 wskaźnik dominicantes wyniósł 36,8%, a communicantes 16,9%. Liczba parafii diecezjalnych wzrosła o 1 do 140. Liczba księży wzrosła do 314, natomiast liczba księży oraz braci i sióstr zakonnych nie uległa zmianie. Na jednego księdza przypada ok. 1,3 tys. wiernych, a więc więcej niż średnio w kraju (1,1 tys. katolików na jednego księdza). Liczba mieszkańców diecezji wyniosła 615 466 osób, a katolików 565 367. W 2015 chrzest przyjęło 5495 osób, bierzmowanie 4700, I komunię 5500, a małżeństwo zawarło 2870 osób.
W 2019 w diecezji posługiwało 316 księży

## Wyrok sądowy
7 lutego 2020 Sąd Okręgowy w Bydgoszczy nakazał kurii bydgoskiej i wrocławskiej solidarną zapłatę 300 tys. zł odszkodowania na rzecz ministranta molestowanego w dzieciństwie przez ks. Pawła Kanię za to, że mimo wiedzy o jego skłonnościach przenosiły go między parafiami zamiast zakazać mu wykonywania obowiązków kapłańskich. Cztery miesiące później Sąd Apelacyjny w Gdańsku odrzucił wniesioną w tej sprawie przez diecezję skargę kasacyjną stwierdzając w uzasadnieniu, iż biskupi byli świadomi pedofilii Pawła Kani. Obok odszkodowania dla pokrzywdzonego, gdański Sąd obciążył archidiecezję i diecezję dodatkowymi kosztami zastępstwa procesowego oraz kosztami procesu.